# Liste der Kulturdenkmale in Ebersbach/Sa. (A–L)
In der Liste der Kulturdenkmale in Ebersbach/Sa. (A–L) sind alle Kulturdenkmale des Ortsteils  Ebersbach/Sa. der sächsischen Stadt Ebersbach-Neugersdorf verzeichnet, die bis September 2024 vom Landesamt für Denkmalpflege Sachsen erfasst wurden (ohne archäologische Kulturdenkmale) und deren Straßenname mit den entsprechenden Anfangsbuchstaben beginnt. Die Anmerkungen sind zu beachten.
Diese Liste ist eine Teilliste der Liste der Kulturdenkmale in Ebersbach-Neugersdorf.

## Legende
- Bild: Bild des Kulturdenkmals, ggf. zusätzlich mit einem Link zu weiteren Fotos des Kulturdenkmals im Medienarchiv Wikimedia Commons. Wenn man auf das Kamerasymbol klickt, können Fotos zu Kulturdenkmalen aus dieser Liste hochgeladen werden:
- Bezeichnung: Denkmalgeschützte Objekte und ggf. Bauwerksname des Kulturdenkmals
- Lage: Straßenname und Hausnummer oder Flurstücknummer des Kulturdenkmals. Die Grundsortierung der Liste erfolgt nach dieser Adresse. Der Link (Karte) führt zu verschiedenen Kartendiensten mit der Position des Kulturdenkmals. Fehlt dieser Link, wurden die Koordinaten noch nicht eingetragen. Sind diese bekannt, können sie über ein Tool mit einer Kartenansicht einfach nachgetragen werden. In dieser Kartenansicht sind Kulturdenkmale ohne Koordinaten mit einem roten bzw. orangen Marker dargestellt und können durch Verschieben auf die richtige Position in der Karte mit Koordinaten versehen werden. Kulturdenkmale ohne Bild sind an einem blauen bzw. roten Marker erkennbar.
- Datierung: Baubeginn, Fertigstellung, Datum der Erstnennung oder grobe zeitliche Einordnung entsprechend des Eintrags in der sächsischen Denkmaldatenbank
- Beschreibung: Kurzcharakteristik des Kulturdenkmals entsprechend des Eintrags in der sächsischen Denkmaldatenbank, ggf. ergänzt durch die dort nur selten veröffentlichten Erfassungstexte oder zusätzliche Informationen
- ID: Vom Landesamt für Denkmalpflege Sachsen vergebene, das Kulturdenkmal eindeutig identifizierende Objekt-Nummer. Der Link führt zum PDF-Denkmaldokument des Landesamtes für Denkmalpflege Sachsen. Bei ehemaligen Kulturdenkmalen können die Objektnummern unbekannt sein und deshalb fehlen bzw. die Links von aus der Datenbank entfernten Objektnummern ins Leere führen. Ein ggf. vorhandenes Icon  führt zu den Angaben des Kulturdenkmals bei Wikidata.

## Liste der Kulturdenkmale in Ebersbach/Sa.
| Bild                                    | Bezeichnung | Lage                                       | Datierung                                                                                               | Beschreibung | ID       |
| --------------------------------------- | --- | ------------------------------------------ | --- | --- | -------- |
| Direkt Bild zu diesem Denkmal hochladen | Katholische Herz-Jesu-Kirche mit umgebendem Eichenhain sowie Altar und Kruzifix für Fronleichnams-Prozession am Vorplatz                                                                                     | Am Jeremiasberg 1 (Karte)                  | 1933–1934                                                                                               | Baugeschichtlich und ortsgeschichtlich von Bedeutung | 09225626 |
| Direkt Bild zu diesem Denkmal hochladen | Wohnhaus (Umgebinde) | Am Mühlgraben 3 (Karte)                    | Mitte 19. Jahrhundert, verändert                                                                        | Eingeschossig, baugeschichtlich und sozialgeschichtlich von Bedeutung. Originale Fenster im Umgebindeteil. | 09225608 |
|                                         | Wohnhaus (Umgebinde), mit zweigeschossigem Rückbau | Am Mühlgraben 4 (Karte)                    | Mitte 19. Jahrhundert, verändert                                                                        | Eingeschossig, baugeschichtlich und sozialgeschichtlich von Bedeutung. Rückseite verschandelt, Umgebindeteil noch sehr gut erhalten, originale Fenster. | 09225607 |
|                                         | Wohnhaus (Umgebinde) | Am Mühlgraben 5 (Karte)                    | Mitte 19. Jahrhundert, verändert                                                                        | Eingeschossig, baugeschichtlich und sozialgeschichtlich von Bedeutung. Originale Fenster und Tür. | 09225606 |
| Direkt Bild zu diesem Denkmal hochladen | Pflanzengarten auf dem Schlechteberg | Am Schlechteberg 1 (Karte)                 | 1912 | Zunächst wurden Vertreter der Hochgebirgsfloren, dann andere Zierpflanzen angepflanzt, kulturgeschichtlich, landschaftsgestaltend und ortsgeschichtlich von Bedeutung. Humboldt-Baude 1912 nach wenigen Monaten Bauzeit gebaut 1938 erweitert und verändert; kein Denkmal. Man hat den Mittelteil im Mansardbereich verbreitert und oben noch einen Hecht reingemacht. Ursprünglich waren, von unten aus gesehen, die rechten zwei Achsen und eine Achse Giebelseite breite rundbogige Fenster in Holzkonstruktion. Am letzten Kriegstage, am 8. Mai 1945, wurde die Baude durch Beschuss stark beschädigt und wertvolles Sammelgut vernichtet. Ca. 1500 Einschüsse. Pflanzengarten umfasst Gebiet von ca. 2500 Quadratmetern. Alpengarten vom Förster Julius Schulze 1913 begonnen. | 09225855 |
| Direkt Bild zu diesem Denkmal hochladen | Wasserwerk in Form eines Pavillons, Bogen und Stützmauern | Am Schlechteberg 1a (Karte)                | Bezeichnet mit 1913                                                                                     | Erhöht gelegen, baugeschichtlich und ortsgeschichtlich von Bedeutung | 09225854 |
| Direkt Bild zu diesem Denkmal hochladen | Wohnhaus (Umgebinde) | Am Sonneberg 1 (Karte)                     | Mitte 19. Jahrhundert, verändert                                                                        | Eingeschossig, baugeschichtlich und sozialgeschichtlich von Bedeutung. Rechte Hälfte verändert, Blockstube und Giebel mit Kunstschiefer verkleidet, originale Haustür, originale Biberschwanzdeckung, Blitzableiter. | 09225589 |
| Weitere Bilder                          | Spreeborn; Pavillon über der Spreequelle | Am Spreeborn (Karte)                       | Bezeichnet mit 1895/96                                                                                  | Achteckig in Gusseisen auf Granitsockel, mit Inschrifttafeln, errichtet vom Spreeborn-Verein, handwerklich-künstlerisch und ortsgeschichtlich von Bedeutung. „Erbaut vom Spreeborn Verein Ebersbach 1895/96“; „Wasserspiegel des Spreeborns 387,26 m über Ostsee“; „Historischer Spreeborn nach Graf von Moltke Berlin, d. 7. Mai 1887“; „Übernommen von der Gemeinde Ebersbach 1896“ | 09226431 |
| Weitere Bilder                          | Wohnhaus (Umgebinde), mit Anbau | Am Spreeborn 1 (Karte)                     | Mitte 19. Jahrhundert, verändert                                                                        | Eingeschossig, baugeschichtlich und sozialgeschichtlich von Bedeutung. Veränderung 1920er Jahre, Ziegelanbau Obergeschoss mit sechsteiligen Fenstern, Giebelseite verbrettert. | 09226430 |
| Weitere Bilder                          | Wohnhaus (Umgebinde) | Am Spreeborn 3 (Karte)                     | Mitte 19. Jahrhundert                                                                                   | Eingeschossiges Doppelstubenhaus, baugeschichtlich und sozialgeschichtlich von Bedeutung. Dachdeckung verschiefert, Giebelseite verbrettert, ehemals drei Dachhäuschen. | 09226429 |
| Direkt Bild zu diesem Denkmal hochladen | Wohnhaus | Amtsgerichtsstraße 21 (Karte)              | Bezeichnet mit 1802                                                                                     | Obergeschoss Fachwerk, verkleidet, Korbbogentürgewände, ehemals Nebengebäude zu Nummer 23, baugeschichtlich von Bedeutung. | 09225731 |
| Direkt Bild zu diesem Denkmal hochladen | Bankgebäude | Amtsgerichtsstraße 22 (Karte)              | Bezeichnet mit 1824 (Türbogen)                                                                          | Heute Wohnhaus, repräsentatives Gebäude mit übergiebeltem Mittelrisalit und rundbogigen Fensteröffnungen, baugeschichtlich und ortsgeschichtlich von Bedeutung | 09225732 |
| Direkt Bild zu diesem Denkmal hochladen | Wohnhaus (ehemals Umgebinde) | Amtsgerichtsstraße 23 (Karte)              | Um 1800                                                                                                 | Obergeschoss Fachwerk, verbrettert, baugeschichtlich von Bedeutung. Zum Teil noch originale Fenster, große Schleppgaube, vergitterte Fenster, Umgebinde ausgemauert, verzierte Verbretterung. | 09225730 |
| Direkt Bild zu diesem Denkmal hochladen | Wohnhaus (Umgebinde) | Amtsgerichtsstraße 28 (Karte)              | Bezeichnet mit 1792 (Korbbogenportal)                                                                   | Doppelstubenhaus, Obergeschoss Fachwerk, baugeschichtlich und straßenbildprägend von Bedeutung. Profilierte Säulen, originale Tür, alte Fenster. | 09225733 |
| Direkt Bild zu diesem Denkmal hochladen | Wohnhaus (Umgebinde) | Amtsgerichtsstraße 32 (Karte)              | Mitte 19. Jahrhundert                                                                                   | Doppelstubenhaus, baugeschichtlich und straßenbildprägend von Bedeutung. Obergeschoss Fachwerk, verkleidet, alte Haustür, alte Fenster, drei Fledermausgauben mit verzierten Rundbogenfenstern, zwei Blitzableiter. | 09225817 |
| Direkt Bild zu diesem Denkmal hochladen | Wohnhaus (Umgebinde) | Amtsgerichtsstraße 33 (Karte)              | Ende 18. Jahrhundert                                                                                    | Eingeschossig, baugeschichtlich und sozialgeschichtlich von Bedeutung. Alte Fenster und Tür, Dachhäuschen, schöne Verbretterung, DDR-Denkmal. | 09225727 |
| Direkt Bild zu diesem Denkmal hochladen | Wohnstallhaus (Umgebinde), angebautes Auszugshaus (Umgebinde) und Scheune eines Bauernhofes | Amtsgerichtsstraße 35, 37 (Karte)          | 1. Hälfte 19. Jahrhundert                                                                               | Wohnstallhaus (Nummer 37) Obergeschoss Fachwerk, Auszugshaus eingeschossig, Scheune (Nummer 35), baugeschichtlich, wirtschaftsgeschichtlich und sozialgeschichtlich von Bedeutung. Im Wohnstallhaus ein vergittertes Fenster. | 09225816 |
| Direkt Bild zu diesem Denkmal hochladen | Wohnhaus (Umgebinde) | Amtsgerichtsstraße 36 (Karte)              | 1. Hälfte 19. Jahrhundert                                                                               | Obergeschoss Fachwerk, baugeschichtlich und sozialgeschichtlich von Bedeutung, Fachwerk verkleidet, zwei Blitzableiter | 09225818 |
| Direkt Bild zu diesem Denkmal hochladen | Wohnhaus (Umgebinde) mit Anbau und Nebengebäude | Amtsgerichtsstraße 44 (Karte)              | Bezeichnet mit 1795 (Wohnhaus Korbbogenportal); Bezeichnet mit 1806 (Anbau Korbbogenportal)             | Wohnhaus und Anbau Obergeschoss Fachwerk, verschiefert, baugeschichtlich und sozialgeschichtlich von Bedeutung. Originale Fenster, zwei vergitterte Fenster. | 09226340 |
| Direkt Bild zu diesem Denkmal hochladen | Wohnhaus (Umgebinde) mit Anbau mit zweiter Blockstube | Amtsgerichtsstraße 47 (Karte)              | 1. Hälfte 19. Jahrhundert                                                                               | Obergeschoss Fachwerk, baugeschichtlich und sozialgeschichtlich von Bedeutung. Mit Korbbogenportal, originale Tür, originale Fenster in der Blockstube. | 09226338 |
| Direkt Bild zu diesem Denkmal hochladen | Wohnhaus und Gebäude der Schmiede | Amtsgerichtsstraße 57 (Karte)              | 1930er Jahre                                                                                            | Baugeschichtlich und ortsgeschichtlich von Bedeutung. Originale Fenster und Tür, Biberschwanzdeckung. | 09226339 |
|                                         | Gefängnis | Amtsgerichtsstraße 59 (Karte)              | Ende 19. Jahrhundert                                                                                    | Putzbau über quadratischem Grundriss, öffentliches Gebäude mit Stockgesimsen und sächsischem Wappen, ortsgeschichtlich von Bedeutung | 09225802 |
| Weitere Bilder                          | Wohnhaus (Umgebinde) | Amtsgerichtsstraße 61 (Karte)              | Mitte 19. Jahrhundert                                                                                   | Obergeschoss Fachwerk verbrettert, baugeschichtlich von Bedeutung. Profilierte Säulen, zum Teil ausgebessert, jüngeres massives Vorhäuschen, zweigeschossiger Rückbau mit Umgebindeimitation (Abbruch). | 09225803 |
| Weitere Bilder                          | Gasthaus Schlossschenke und zwei Nebengebäude | Amtsgerichtsstraße 63 (Karte)              | 2. Hälfte 19. Jahrhundert                                                                               | Gasthaus breitgelagerter Putzbau mit Stockgesims, baugeschichtlich und ortsgeschichtlich von Bedeutung | 09225941 |
| Weitere Bilder                          | Wohnhaus (Umgebinde) | Amtsgerichtsstraße 68 (Karte)              | Mitte 19. Jahrhundert                                                                                   | Eingeschossiges Doppelstubenhaus, baugeschichtlich und sozialgeschichtlich von Bedeutung, rechte Seite Umgebindeimitation | 09225948 |
| Direkt Bild zu diesem Denkmal hochladen | Wohnstallhaus (ehemals Umgebinde) eines Bauernhofes | Amtsgerichtsstraße 69 (Karte)              | Ende 18. Jahrhundert                                                                                    | Obergeschoss Fachwerk, verbrettert, baugeschichtlich von Bedeutung. Giebel verbrettert, mit Ladeluke, hohes Krüppelwalmdach mit fünf Fledermausgaupen. | 09303570 |
| Weitere Bilder                          | Wohnhaus (Umgebinde) | Amtsgerichtsstraße 70 (Karte)              | 1. Hälfte 19. Jahrhundert                                                                               | Obergeschoss Fachwerk, verkleidet, baugeschichtlich von Bedeutung | 09225947 |
| Weitere Bilder                          | Wohnhaus (Umgebinde), Scheune und Seitengebäude eines Bauernhofes | Amtsgerichtsstraße 71 (Karte)              | Bezeichnet mit 1839 im Türsturz, Scheune jünger (Bauernhof); vor 1839 (Scheune)                         | Wohnhaus Obergeschoss Fachwerk, verbrettert, baugeschichtlich und wirtschaftsgeschichtlich von Bedeutung. Wohnhaus Verbretterung mit Pilastergliederung, zwei vergitterte Fenster, Scheune ziegelverblendet. | 09225943 |
| Weitere Bilder                          | Wohnhaus (Umgebinde) | Amtsgerichtsstraße 74 (Karte)              | Mitte 19. Jahrhundert                                                                                   | Eingeschossig, baugeschichtlich und sozialgeschichtlich von Bedeutung | 09225945 |
| Direkt Bild zu diesem Denkmal hochladen | Villenartiges Wohnhaus mit Garten | Amtsgerichtsstraße 80 (Karte)              | 1930er Jahre                                                                                            | Anspruchsvoller Putzbau mit Freitreppe und Walmdach, baugeschichtlich von Bedeutung | 09225944 |
| Direkt Bild zu diesem Denkmal hochladen | Wohnhaus (Umgebinde), mit Anbau | An der Spree 4 (Karte)                     | 1. Hälfte 19. Jahrhundert                                                                               | Eingeschossig, baugeschichtlich und sozialgeschichtlich von Bedeutung. Alte Fenster und Haustür, Dachhecht, zwei Dachhäuschen. | 09225838 |
| Direkt Bild zu diesem Denkmal hochladen | Wohnhaus (Umgebinde) | August-Bebel-Straße 3 (Karte)              | 18. Jahrhundert                                                                                         | Eingeschossig, rechte Hälfte Fachwerk, baugeschichtlich und sozialgeschichtlich von Bedeutung. Drei Dachhäuschen, originale Fenster, Tür, DDR-Kreisdenkmalliste. | 09225656 |
|                                         | Zwei im Winkel stehende Wohnhäuser | August-Bebel-Straße 4, 6 (Karte)           | 1. Hälfte 19. Jahrhundert                                                                               | Obergeschosse Fachwerk, baugeschichtlich von Bedeutung. Nummer 4 Fachwerk, verputzt, originale Fenster. Nummer 6 Fachwerk, verbrettert. | 09225657 |
| Direkt Bild zu diesem Denkmal hochladen | Wohnhaus (Umgebinde), Wohnstallhaus (Obergeschoss Fachwerk) und Nebengebäude eines ehemaligen Dreiseithofes                                                                                                  | August-Bebel-Straße 10, 12 (Karte)         | 1. Hälfte 19. Jahrhundert (Wohnstallhaus); bezeichnet mit 1794 (verändert); 1930er Jahre (Nebengebäude) | Wohnstallhaus Obergeschoss Fachwerk, baugeschichtlich und wirtschaftsgeschichtlich von Bedeutung. Rechtes Wohnhaus stark verändert, Umgebinde und Fachwerk herausgerissen, Korbbogenportal bezeichnet mit 1792(?), sehr gefährdet. Nebengebäude mit Dachhecht. Südliches Gaststättengebäude (mit Saal und Anbau), Abbruch 2010 festgestellt, heute Neubau. | 09225651 |
| Direkt Bild zu diesem Denkmal hochladen | Wohnhaus | August-Weise-Straße 7 (Karte)              | 1936 laut Auskunft                                                                                      | Im Heimatstil errichtet, mit Balkon und Holzveranda, baugeschichtlich von Bedeutung | 09225893 |
| Direkt Bild zu diesem Denkmal hochladen | Wohnhaus (Umgebinde) | Bachstraße 4 (Karte)                       | Mitte 19. Jahrhundert                                                                                   | Eingeschossig, rechte Haushälfte Fachwerk, baugeschichtlich und sozialgeschichtlich von Bedeutung, originale Tür und Fenster | 09225729 |
| Direkt Bild zu diesem Denkmal hochladen | Wohnstallhaus (Umgebinde) und Scheune eines Bauernhofes | Bachstraße 6 (Karte)                       | 1. Hälfte 19. Jahrhundert                                                                               | Wohnstallhaus Obergeschoss Fachwerk verschiefert, Scheune Fachwerk, zum Teil verbrettert, baugeschichtlich und wirtschaftsgeschichtlich von Bedeutung. Reste eines Nebengebäudes und Schuppen Streichung 2010. | 09225728 |
| Direkt Bild zu diesem Denkmal hochladen | Wohnhaus (Umgebinde) | Bachstraße 7 (Karte)                       | 1. Hälfte 19. Jahrhundert                                                                               | Obergeschoss Fachwerk, verkleidet, baugeschichtlich und sozialgeschichtlich von Bedeutung. Ein vergittertes Fenster, Schleppgauben. | 09225726 |
| Direkt Bild zu diesem Denkmal hochladen | Wohnhaus (Umgebinde) | Bachstraße 12 (Karte)                      | 1. Hälfte 19. Jahrhundert, verändert                                                                    | Obergeschoss Fachwerk, verkleidet, baugeschichtlich und sozialgeschichtlich von Bedeutung, Umgebinde verbrettert | 09225815 |
| Direkt Bild zu diesem Denkmal hochladen | Wohnhaus (Umgebinde) | Bachstraße 16 (Karte)                      | 1. Hälfte 19. Jahrhundert, überformt                                                                    | Obergeschoss Fachwerk, verschiefert, baugeschichtlich und sozialgeschichtlich von Bedeutung | 09226389 |
|                                         | Wohnhaus (Umgebinde) mit Rückgebäude | Bachstraße 20 (Karte)                      | Bezeichnet mit 1806 (Korbbogenportal)                                                                   | Obergeschoss Fachwerk, verbrettert, baugeschichtlich und sozialgeschichtlich von Bedeutung. Profilierte Säulen, alte Tür, Pflasterweg, zum Teil alte Fenster, zwei vergitterte Fenster. | 09225811 |
| Direkt Bild zu diesem Denkmal hochladen | Wohnhaus (Umgebinde) | Bachstraße 22 (Karte)                      | Um 1800                                                                                                 | Obergeschoss Fachwerk, verschiefert, baugeschichtlich und sozialgeschichtlich von Bedeutung. Großer Abstand zwischen Blockstube und Säulen, Verschieferung mit blau-weißem Punktmuster, zum Teil alte Fenster. | 09225813 |
| Direkt Bild zu diesem Denkmal hochladen | Polizeiwache mit angebautem Pferdestall | Bahnhofstraße 6 (Karte)                    | Um 1880                                                                                                 | Klinkerbauten, baugeschichtlich und ortsgeschichtlich von Bedeutung. Originale Fenster, Betonpfannendach, zwei Dachhäuschen. | 09226045 |
| Weitere Bilder                          | Wohnhaus (Umgebinde), Nebengebäude und zwei Lagergebäude | Bahnhofstraße 8 (Karte)                    | Um 1850 (Wohnhaus); 2. Hälfte 19. Jahrhundert (Nebengebäude)                                            | Wohnhaus Obergeschoss Fachwerk, Nebengebäude mit Arkadengang und gusseisernen Säulen, baugeschichtlich und wirtschaftsgeschichtlich von Bedeutung. Zum Teil originale Biberschwanzbedachung, Fledermausgauben und Dachhäuschen, gefährdet, wahrscheinlich wurden die Nebengebäude und die Lagergebäude (mit großen Toreinfahrten) von der Feuerwehr genutzt. | 09226044 |
| Direkt Bild zu diesem Denkmal hochladen | Verwaltungsgebäude mit angebautem Lagerhaus | Bahnhofstraße 10 (Karte)                   | Um 1930                                                                                                 | Baugeschichtlich von Bedeutung, zum Teil originale Fenster, originale Dachdeckung mit Biberschwanzbedachung, Dachhecht | 09226043 |
| Direkt Bild zu diesem Denkmal hochladen | Wohn- und Geschäftshaus in Ecklage | Bahnhofstraße 18 (Karte)                   | Ende 19. Jahrhundert                                                                                    | Putzbau mit Giebelrisaliten und Fensterverdachungen, baugeschichtlich und städtebaulich von Bedeutung | 09225951 |
| Weitere Bilder                          | Bahnhof Ebersbach (Sachs); Empfangsgebäude mit Bahnsteigüberdachung (Nr. 29), nördlicher Lagerschuppen (Nr. 19), südlich vom Bahnhof Wasserturm und langer Güterschuppen (Nr. 31, heute Wohnungen)           | Bahnhofstraße 19, 29, 31 (Karte)           | 1868 (Personenbahnhof); 1929 (Wasserturm); 1928–31 Güterabfertigung (Güterschuppen)                     | Eisenbahnstrecke Zittau – Bischofswerda; Stellwerke einschließlich technischer Ausstattung 2009 abgebrochen, baugeschichtlich, eisenbahngeschichtlich und technikgeschichtlich von Bedeutung. Zum Wasserturm: Ende der 1920er Jahre musste der sächsisch-böhmische Grenzbahnhof Ebersbach-Georgswalde aufgrund des großen Verkehrs- und Güteraufkommens vergrößert werden. In diesem Zusammenhang errichtete man zur Versorgung der Wasserkräne im Bahnhofsgebiet einen Wasserturm. Der ca. 22 m hohe, polygonale Stahlbetonskelettbau in zeittypischer Formensprache nahm 1929 seinen Betrieb auf. Für eine Rhythmisierung der ansonsten schmucklosen Putzfassade sorgen drei umlaufende Fensterebenen mit liegend rechteckigen Fensterformaten in der Mitte des Turmschaftes, unterhalb des leicht auskragenden Behältergeschosses und unterhalb der Traufe. Die Wandflächen zwischen den acht Betonstützen sind mit Ziegeln ausgefacht, den oberen Abschluss bildet ein flaches Betonzeltdach. Auch für den Innenausbau kam Beton zum Einsatz. So ist neben der Betonstufentreppe auch der 100 m³ fassende Wasserbehälter mit flachem Boden aus Stahlbeton gebaut. Der Wasserturm ist im Originalzustand erhalten, jedoch nicht mehr in Betrieb. Er veranschaulicht die historische Entwicklung des Ebersbacher Bahnhofs zu einem großen Güterumschlagspunkt zwischen den beiden Weltkriegen und ist damit von orts- und eisenbahngeschichtlicher Bedeutung. Seine formale und konstruktive Ausführung als Stahlbetonbau machen ihn zusätzlich bau- und technikgeschichtlich bedeutend. Bahnsteigüberdachung mit gusseisernen Säulen. Der südliche lange Güterschuppen ist im Baukörper ebenfalls original erhalten und auf der Eisenbahnseite auch denkmalgerecht saniert. Neue Güterabfertigung: der deutsche Güterboden besaß neun, der tschechoslowakische vier Ladeluken. Bahnhof 1873 gebaut als gemeinsamer Grenzbahnhof mit dem böhmischen Georgswalde. Am 1. November 1873 wird die Strecke Ebersbach–Prag und Ebersbach–Löbau, genau ein Jahr später die Strecke Ebersbach–Seifhennersdorf eingeweiht. Stellwerke B3 (1928/29) und W4 (1890), beide mit elektromechanischer Stellwerkstechnik: Abbruch 2009. 1868 erster Bahnhof; Viadukt Bautzener Straße 1873 fertiggestellt; Wasserturm aus Stahlbeton 1929; 1936 bis 39 neuer Außenputz; 23. Mai 1925 Stellwerke 1 und 2; 1928/29 Stellwerk 3; 1928–31 neue Güterabfertigung | 09225634 |
|                                         | Sparkassengebäude | Bahnhofstraße 22, 24 (Karte)               | 1920er Jahre                                                                                            | Markanter Bau mit Erker, Eckturm und figürlichem Schmuck, baugeschichtlich und ortsgeschichtlich von Bedeutung. Original erhalten, Portal von ionischen Säulen flankiert, Nebeneingangstür mit Lampe auf Postament, gusseiserne Fahnenstangen, im Sockel bezeichnet mit 1879 (Vorgängerbau?). | 09225983 |
| Direkt Bild zu diesem Denkmal hochladen | Mietshaus mit Ladenzone | Bahnhofstraße 23, 25 (Karte)               | Um 1920                                                                                                 | Putzbau mit zwei Eckerkern und Putzzier, baugeschichtlich und städtebaulich von Bedeutung | 09225874 |
| Direkt Bild zu diesem Denkmal hochladen | Wohnhaus mit Anbau | Bahnhofstraße 28 (Karte)                   | Ende 19. Jahrhundert                                                                                    | Putzbau mit Mittelrisalit und Putzgliederung, baugeschichtlich und städtebaulich von Bedeutung. Walmdach, originale Fenster, bis September 2010 irrtümlich unter Nummer 26 in der Denkmalliste. | 09225982 |
| Direkt Bild zu diesem Denkmal hochladen | Doppelwohnhaus mit Ladenzone in Ecklage | Bahnhofstraße 30, 32 (Karte)               | Bezeichnet mit 1891                                                                                     | Putzbau mit Stockgesims und Fensterverdachungen, baugeschichtlich und städtebaulich von Bedeutung. Mansarddach mit Dachhäuschen, rückwärtig hölzerne Veranda und Treppenaufgang, bis September 2010 irrtümlich unter Nummer 28 und 30 in der Denkmalliste. | 09225980 |
| Direkt Bild zu diesem Denkmal hochladen | Fabrikgebäude | Bahnhofstraße 34 (Karte)                   | Um 1910                                                                                                 | Baugeschichtlich von Bedeutung. Originale Fenster und Tür, Mansardwalmdach, Risalit mit flachem Glockendach. | 09225981 |
| Weitere Bilder                          | Postgebäude mit Einfriedung | Bahnhofstraße 35 (Karte)                   | Um 1900                                                                                                 | Putzbau mit übergiebeltem Seitenrisalit und Ziergesimsen an Traufe und Giebel, baugeschichtlich und ortsgeschichtlich von Bedeutung. Fenstergitter. Betriebsaufnahme am 1. April 1905. | 09225906 |
|                                         | Wohnhaus mit Laden | Bahnhofstraße 37 (Karte)                   | Um 1930                                                                                                 | Putzbau mit Dacherker und Seitenrisalit, baugeschichtlich von Bedeutung. Zum Teil originale Fenster, glasierte Biberschwanzbedachung. | 09225907 |
| Direkt Bild zu diesem Denkmal hochladen | Villa und Nebengebäude | Bahnhofstraße 44 (Karte)                   | 4. Viertel 19. Jahrhundert                                                                              | Putzbau mit Ecknutung, reicher Putzgliederung und hölzernem Vorbau, baugeschichtlich von Bedeutung. Originale Tür und Fenster, bis November 2010 irrtümlich unter Röntgenstraße 1 in der Denkmalliste. | 09225919 |
| Direkt Bild zu diesem Denkmal hochladen | Wohnhaus (Umgebinde) | Bahnhofstraße 49 (Karte)                   | Mitte 19. Jahrhundert                                                                                   | Eingeschossiges Doppelstubenhaus, baugeschichtlich und sozialgeschichtlich von Bedeutung. Zum Teil originale Fenster, Schieferdachdeckung, DDR-Kreisdenkmalliste, drei Dachhäuschen. | 09225909 |
| Weitere Bilder                          | Wohnhaus (Umgebinde), mit Anbau | Bahnhofstraße 50 (Karte)                   | Bezeichnet mit 1830                                                                                     | Doppelstubenhaus, Obergeschoss Fachwerk, baugeschichtlich von Bedeutung. Originale Tür, Fenster erneuert, DDR-Kreisdenkmalliste. | 09225918 |
| Direkt Bild zu diesem Denkmal hochladen | Wohnhaus (Umgebinde) mit Anbau | Bahnhofstraße 53 (Karte)                   | 4. Viertel 19. Jahrhundert                                                                              | Eingeschossig mit Drempel, baugeschichtlich und sozialgeschichtlich von Bedeutung, originale Fenster, gefährdet | 09225910 |
| Direkt Bild zu diesem Denkmal hochladen | Interlux; Wohn- und Verwaltungsgebäude einer Fabrikanlage | Bahnhofstraße 54 (Karte)                   | Um 1900                                                                                                 | Putzbau mit Erker mit Schmuckfachwerk und Glockendach, baugeschichtlich von Bedeutung, Buntglasfenster | 09225920 |
| Direkt Bild zu diesem Denkmal hochladen | Wohnhaus (Umgebinde) mit Anbau | Bahnhofstraße 55 (Karte)                   | Mitte 19. Jahrhundert                                                                                   | Eingeschossiges Doppelstubenhaus, baugeschichtlich und sozialgeschichtlich von Bedeutung, Dachhäuschen, originale Tür und Fenster, Blitzableiter, Schieferbedachung | 09225911 |
|                                         | Wohnhaus (Umgebinde) mit Anbau | Bahnhofstraße 61 (Karte)                   | Mitte 19. Jahrhundert                                                                                   | Eingeschossiges Doppelstubenhaus, baugeschichtlich und sozialgeschichtlich von Bedeutung. Originale Tür, Biberschwanzbedachung. | 09225912 |
| Weitere Bilder                          | Eisenbahnbrücke | Bautzener Straße (Karte)                   | 1873 | Bruchsteinmauerwerk, baugeschichtlich, technikgeschichtlich und straßenbildprägend von Bedeutung | 09226054 |
| Weitere Bilder                          | Wohnhaus (Umgebinde) mit Anbau | Bautzener Straße 1 (Karte)                 | Mitte 19. Jahrhundert                                                                                   | Eingeschossig, baugeschichtlich und sozialgeschichtlich von Bedeutung. Rundbogige Dachhäuschen, Biberschwanzdeckung, Blitzableiter. | 09226398 |
| Weitere Bilder                          | Wegestein | Bautzener Straße 1 (bei) (Karte)           | 19. Jahrhundert                                                                                         | Verkehrsgeschichtlich von Bedeutung. Granitstele, abgefaste Kanten, Kopf mit Inschriften (Ortsangaben, Richtungsweiser, Kilometerangaben), flacher walmdachartiger Abschluss. | 09226399 |
| Direkt Bild zu diesem Denkmal hochladen | Wohnhaus mit Laden | Bautzener Straße 3 (Karte)                 | Um 1900                                                                                                 | Putzbau mit profilierten Fenstergewände und zwei traufseitigen Dacherker, baugeschichtlich von Bedeutung. Biberschwanzdeckung, zum Teil originale Fenster. | 09226397 |
| Weitere Bilder                          | Wohnhaus (Umgebinde) | Bautzener Straße 5 (Karte)                 | 1. Hälfte 19. Jahrhundert                                                                               | Obergeschoss Fachwerk, verkleidet, baugeschichtlich von Bedeutung. Zwei originale Fenster, Haustür von ca. 1905, ein Fenster vergrößert, Stallanbau neu massiv ausgemauert, zurzeit unverputzt, Schieferbedeckung mit roter Kante. | 09226046 |
| Weitere Bilder                          | Wohnhaus (Umgebinde) | Bautzener Straße 7 (Karte)                 | Bezeichnet mit 1815 (Türsturz)                                                                          | Doppelstubenhaus, Obergeschoss Fachwerk, verbrettert, baugeschichtlich von Bedeutung. Originale Biberschwanzbedachung und drei Dachhäuschen. | 09226047 |
|                                         | Wohnhaus (Umgebinde) | Bautzener Straße 11 (Karte)                | 2. Hälfte 19. Jahrhundert                                                                               | Eingeschossig mit Drempel, baugeschichtlich und sozialgeschichtlich von Bedeutung. Originale Haustür, Biberschwanzbedachung mit drei Dachhäuschen, originale Blitzableiter. | 09226049 |
| Direkt Bild zu diesem Denkmal hochladen | Wohnhaus | Bautzener Straße 12 (Karte)                | Bezeichnet mit 1826 (Türsturz)                                                                          | Obergeschoss Fachwerk, verbrettert, baugeschichtlich und straßenbildprägend von Bedeutung. Erdgeschoss mit Putzverfugung, originale Haustür, zum Teil originale Fenster, originale Schieferbedeckung, drei Fledermausgauben, sehr gefährdet. | 09226052 |
| Weitere Bilder                          | Wohnhaus (Umgebinde) | Bautzener Straße 13 (Karte)                | 2. Hälfte 19. Jahrhundert                                                                               | Eingeschossig, baugeschichtlich und sozialgeschichtlich von Bedeutung. Umgebinde verkleidet, Dachdeckung Teerpappenschindeln, mit großem Dacherker. | 09226050 |
| Weitere Bilder                          | Wohnhaus (Umgebinde) | Bautzener Straße 16 (Karte)                | Bezeichnet mit 1790 (Korbbogengewände)                                                                  | Obergeschoss Fachwerk, verkleidet, baugeschichtlich von Bedeutung. Schieferdachdeckung mit Dachhäuschen und Dachgauben, zum Teil originale Fenster, Verbretterung des Umgebindes mit Putzfugenimitation. | 09226053 |
| Weitere Bilder                          | Umgebindeteil eines Wohnhauses | Bautzener Straße 23 (Karte)                | Mitte 19. Jahrhundert                                                                                   | Obergeschoss Fachwerk, Giebel verschiefert, baugeschichtlich von Bedeutung. Rechte Hälfte stark verändert, originale Fenster im Umgebindeteil. | 09226056 |
|                                         | Wohnhaus (Umgebinde) | Bautzener Straße 26 (Karte)                | Mitte 19. Jahrhundert, verändert                                                                        | Eingeschossig, mit großer Schleppgaube, baugeschichtlich und sozialgeschichtlich von Bedeutung, Dachdeckung Schiefer mit roter Kante | 09226396 |
| Direkt Bild zu diesem Denkmal hochladen | Fabrikantenvilla, Villengarten und Einfriedung | Bautzener Straße 32 (Karte)                | Um 1910                                                                                                 | Beeindruckender repräsentativer Villenbau zwischen Reform- und Jugendstil, reiche vegetabile Sandsteinzier und bossiertes Sockelgeschoss, baugeschichtlich und gartenkünstlerisch von Bedeutung. Originale Fenster, Gitter und Biberschwanzdeckung (mit Kupferzierrat). | 09226395 |
| Direkt Bild zu diesem Denkmal hochladen | Wohnhaus | Bautzener Straße 45 (Karte)                | Um 1900                                                                                                 | Anklänge an den Schweizer Stil, mit übergiebeltem Mittelrisalit, moderner Ladeneinbau, baugeschichtlich von Bedeutung. Neu verputzt, erneuerte Fenster, Dachdeckung Schiefer. | 09225976 |
| Direkt Bild zu diesem Denkmal hochladen | Wohnhaus (Umgebinde) | Bautzener Straße 46 (Karte)                | Mitte 19. Jahrhundert, verändert                                                                        | Eingeschossig, baugeschichtlich und sozialgeschichtlich von Bedeutung. Rechte Hälfte verändert. | 09226371 |
| Direkt Bild zu diesem Denkmal hochladen | Villenartiges Wohnhaus | Bautzener Straße 48 (Karte)                | Um 1910                                                                                                 | Putzbau mit Erker mit Zierfachwerk, baugeschichtlich von Bedeutung, zum Teil originale Fenster, Fensterläden | 09226370 |
| Direkt Bild zu diesem Denkmal hochladen | Wohnhaus (Umgebinde) mit Anbau und Stützmauer | Bautzener Straße 52 (Karte)                | Mitte 19. Jahrhundert                                                                                   | Eingeschossig, baugeschichtlich und sozialgeschichtlich von Bedeutung. Rechte Hälfte verbrettert mit imitierter Putzverfugung, originale Fenster, Giebel verschiefert, Dachdeckung Schiefer, zweigeschossiger massiver Rückbau. | 09226364 |
| Direkt Bild zu diesem Denkmal hochladen | Faktorenhaus mit winkligem Anbau | Bautzener Straße 63 (Karte)                | Bezeichnet mit 1784                                                                                     | Obergeschoss Fachwerk mit Verkleidung im Stil der Neorenaissance, zweigeschossiger Anbau mit Putzquaderung und Stockgesimsen, baugeschichtlich, ortsgeschichtlich und straßenbildprägend von Bedeutung. Eingangshalle mit Gewölbe und vegetabiler Stuckzier, originale Fenster und Türen, originale metallbeschlagene Innentüren, Nebengebäude auf ehemaligem Tor. | 09226360 |
| Direkt Bild zu diesem Denkmal hochladen | Wohnhaus (Umgebinde) | Bergstraße 2 (Karte)                       | 1. Hälfte 19. Jahrhundert                                                                               | Doppelstubenhaus, Obergeschoss Fachwerk, verbrettert, baugeschichtlich und sozialgeschichtlich von Bedeutung. Profilierte Säulen, Biberschwanzdeckung, originale Tür, Fledermausgauben, Blitzableiter, Jochabstände unterschiedlich. | 09225689 |
| Direkt Bild zu diesem Denkmal hochladen | Wohnhaus | Bergstraße 3 (Karte)                       | Um 1900                                                                                                 | Klinkerbau mit verzierten Fenstergewänden, baugeschichtlich von Bedeutung, alte Fenster, buntverglaste Fenster | 09225708 |
| Weitere Bilder                          | Wohnhaus (Umgebinde), Faktorei | Bergstraße 4 (Karte)                       | Bezeichnet mit 1816 (Korbbogenportal)                                                                   | Obergeschoss Fachwerk, baugeschichtlich, sozialgeschichtlich und wirtschaftsgeschichtlich von Bedeutung. Originale Fenster und Tür, rechte Hälfte vier vergitterte Fenster, sehr gefährdet. Faktorenhaus. | 09225610 |
| Direkt Bild zu diesem Denkmal hochladen | Wohnhaus (Umgebinde) | Bergstraße 7 (Karte)                       | 3. Drittel 19. Jahrhundert                                                                              | Eingeschossiges Doppelstubenhaus mit Drempel, baugeschichtlich und sozialgeschichtlich von Bedeutung, alte Fenster, Biberschwanzdeckung | 09225687 |
| Direkt Bild zu diesem Denkmal hochladen | Wohnhaus (Umgebinde) | Bergstraße 9 (Karte)                       | Mitte 19. Jahrhundert                                                                                   | Eingeschossiges Doppelstubenhaus mit Drempel, baugeschichtlich und sozialgeschichtlich von Bedeutung, Dachhäuschen, Blitzableiter | 09225686 |
|                                         | Spinnerei und Weberei Ebersbach; Wohn- und Verwaltungsgebäude (Nr. 9), sämtliche Fabrikgebäude mit Weberei, Spinnerei, Zwirnerei und Färberei sowie Pförtnerhaus und Einfriedung einer Textilindustrieanlage | Bleichstraße 9 (Karte)                     | Ende 19. Jahrhundert                                                                                    | Baugeschichtlich, ortsgeschichtlich und technikgeschichtlich von Bedeutung. Laut ALK-Daten sind die Hausnummern 5, 6 und 7 nicht mehr vergeben. | 09225968 |
| Direkt Bild zu diesem Denkmal hochladen | Wohnhaus (Umgebinde) | Buschmühlenweg 5 (Karte)                   | 1. Hälfte 19. Jahrhundert                                                                               | Obergeschoss Fachwerk, verbrettert, baugeschichtlich von Bedeutung. Originale Fenster, Tür, Biberschwanzdeckung. | 09226392 |
| Direkt Bild zu diesem Denkmal hochladen | Wohnhaus (Umgebinde) | Buschmühlenweg 7 (Karte)                   | 1. Hälfte 19. Jahrhundert                                                                               | Obergeschoss teils Fachwerk, verbrettert, baugeschichtlich von Bedeutung, Fenster erneuert, zum Teil massiv ausgemauert | 09226393 |
| Direkt Bild zu diesem Denkmal hochladen | Wohnstallhaus | Buschmühlenweg 9 (Karte)                   | 1. Hälfte 19. Jahrhundert                                                                               | Obergeschoss Fachwerk, baugeschichtlich von Bedeutung. Zum Teil originale Fenster, Fachwerk verbrettert, Schieferdeckung. | 09226394 |
| Direkt Bild zu diesem Denkmal hochladen | Sgraffito-Wandbild an der Giebelwand eines Wohnblocks | Camillo-Gocht-Straße 26 (Karte)            | 1960er Jahre                                                                                            | Künstlerisch von Bedeutung | 09226313 |
| Weitere Bilder                          | Wohnhaus (Umgebinde) | Dammstraße 6 (Karte)                       | Um 1910, verändert                                                                                      | Eingeschossig, mit Mansarddach, baugeschichtlich von Bedeutung | 09225959 |
|                                         | Wohnhaus (Umgebinde) | Dammstraße 10 (Karte)                      | Um 1900                                                                                                 | Eingeschossiges Doppelstubenhaus mit Drempel, baugeschichtlich und sozialgeschichtlich von Bedeutung | 09225958 |
| Direkt Bild zu diesem Denkmal hochladen | Wohnhaus mit Nebengebäude | Dürrhennersdorfer Straße 1 (Karte)         | 1930er Jahre                                                                                            | Heimatstil der 30er Jahre, baugeschichtlich von Bedeutung. Originale Fenster, Türen, Fensterläden. | 09226383 |
| Direkt Bild zu diesem Denkmal hochladen | Wohnhaus | Erlenweg 1 (Karte)                         | Bezeichnet mit 1802 (Korbbogenportal)                                                                   | Obergeschoss Fachwerk, baugeschichtlich von Bedeutung. Fachwerk verschiefert, originale Tür, zum Teil originale Fenster, Blockstube wahrscheinlich verputzt. | 09226299 |
| Direkt Bild zu diesem Denkmal hochladen | Wohnhaus (Umgebinde) | Erlenweg 2 (Karte)                         | 1842 (Auskunft)                                                                                         | Eingeschossig, baugeschichtlich und sozialgeschichtlich von Bedeutung. Schieferdachdeckung, drei Dachhäuschen, originale Haustür. | 09226300 |
| Direkt Bild zu diesem Denkmal hochladen | Wohnhaus (Umgebinde) | Erlenweg 6 (Karte)                         | Mitte 19. Jahrhundert                                                                                   | Eingeschossig, baugeschichtlich und sozialgeschichtlich von Bedeutung, Schieferdachdeckung, Fenster erneuert, mit zwei Dachhäuschen | 09226301 |
| Direkt Bild zu diesem Denkmal hochladen | Wohnstallhaus und Scheune eines Zweiseithofes | Erlenweg 14 (Karte)                        | 1. Hälfte 19. Jahrhundert                                                                               | Wohnstallhaus Obergeschoss Fachwerk, baugeschichtlich und wirtschaftsgeschichtlich von Bedeutung, Fachwerk verbrettert, originale Fenster, Blockstube wahrscheinlich vermauert | 09226358 |
| Direkt Bild zu diesem Denkmal hochladen | Wohnhaus (Umgebinde), mit Anbau | Erlenweg 16 (Karte)                        | Mitte 19. Jahrhundert                                                                                   | Eingeschossig, baugeschichtlich und sozialgeschichtlich von Bedeutung, zweigeschossiger Rückbau, Giebel verschiefert | 09226356 |
| Direkt Bild zu diesem Denkmal hochladen | Wohnstallhaus mit winkligem Scheunenanbau | Erlenweg 17 (Karte)                        | Um 1800, verändert                                                                                      | Baugeschichtlich und wirtschaftsgeschichtlich von Bedeutung, Wohnhaus Obergeschoss Fachwerk zum Teil verschiefert, Giebel verbrettert, originale Fenster, Blockstube wahrscheinlich vermauert | 09226355 |
|                                         | Wohnstallhaus mit Anbau und Scheune | Färbergasse 5 (Karte)                      | 18. Jahrhundert, verändert                                                                              | Wohnstallhaus Obergeschoss Fachwerk, baugeschichtlich und wirtschaftsgeschichtlich von Bedeutung, Fachwerk mit Andreaskreuzen, Giebel verbrettert, Scheune verbrettert | 09225660 |
| Direkt Bild zu diesem Denkmal hochladen | Wohnhaus (Umgebinde) | Feldstraße 2 (Karte)                       | 4. Viertel 19. Jahrhundert                                                                              | Eingeschossig, baugeschichtlich und sozialgeschichtlich von Bedeutung, Fenster erneuert, drei Dachhäuschen | 09225763 |
| Direkt Bild zu diesem Denkmal hochladen | Wohnhaus (Umgebinde) | Feldstraße 3 (Karte)                       | 1. Hälfte 19. Jahrhundert                                                                               | Obergeschoss Fachwerk, baugeschichtlich und sozialgeschichtlich von Bedeutung, Fachwerk verschiefert, erneuerte Fenster, Dachdeckung Dachpappe | 09225765 |
| Weitere Bilder                          | Wohnhaus (Umgebinde) | Feldstraße 4 (Karte)                       | Mitte 19. Jahrhundert, verändert                                                                        | Obergeschoss Fachwerk, baugeschichtlich von Bedeutung. Neue, querliegende Verbretterung, dekorative Haustür. | 09225764 |
| Direkt Bild zu diesem Denkmal hochladen | Wohnhaus (Umgebinde) | Feldstraße 5 (Karte)                       | Mitte 19. Jahrhundert                                                                                   | Obergeschoss Fachwerk, baugeschichtlich von Bedeutung, Fachwerk verschiefert, Dachdeckung Schiefer, drei Dachhäuschen, originale Blitzableiter, mit jüngerer Vorlaube | 09225766 |
| Direkt Bild zu diesem Denkmal hochladen | Wohnhaus (Umgebinde) | Feldstraße 9 (Karte)                       | 2. Hälfte 19. Jahrhundert                                                                               | Eingeschossig, baugeschichtlich und sozialgeschichtlich von Bedeutung, Jalousienverkleidung erhalten, Dachdeckung neu, drei Dachhäuschen | 09225760 |
| Direkt Bild zu diesem Denkmal hochladen | Wohnhaus (Umgebinde) | Förstereistraße 5 (Karte)                  | Um 1900                                                                                                 | Eingeschossiges Doppelstubenhaus mit Drempel, baugeschichtlich und sozialgeschichtlich von Bedeutung, Giebel verschiefert, originale Tür und Fenster, originale Dachdeckung, mit Dacherker und zwei Dachhäuschen | 09225616 |
|                                         | Wohnhaus (Umgebinde) mit Anbau | Förstereistraße 8 (Karte)                  | Um 1900                                                                                                 | Eingeschossiges Doppelstubenhaus mit Drempel, baugeschichtlich und sozialgeschichtlich von Bedeutung. Sehr gefährdet, originale Fenster und Türen, Dachdeckung Schiefer, mit Dacherker. | 09225617 |
| Weitere Bilder                          | Wohnhaus (Umgebinde) | Friedersdorfer Straße 2 (Karte)            | 1. Hälfte 19. Jahrhundert                                                                               | Eingeschossig, mit Vorlaubenhaus, baugeschichtlich und sozialgeschichtlich von Bedeutung, profilierte Säulen | 09225886 |
| Direkt Bild zu diesem Denkmal hochladen | Wohnhaus | Friedersdorfer Straße 37 (Karte)           | Um 1800                                                                                                 | Obergeschoss Fachwerk, baugeschichtlich von Bedeutung, Fachwerk verbrettert, mit Korbbogenportal, schmiedeeisernes Fenstergitter | 09226347 |
| Direkt Bild zu diesem Denkmal hochladen | Wohnhaus | Friedrich-Ebert-Straße 4 (Karte)           | Um 1910                                                                                                 | Anklänge an den Schweizer Stil, mit übergiebeltem Mittelrisalit und Drempelgeschoss, baugeschichtlich von Bedeutung, Biberschwanzdeckung, Giebel zum Teil mit Schiefer belegt, originale Fenster und Haustür | 09226408 |
| Direkt Bild zu diesem Denkmal hochladen | Wohnhaus | Friedrich-Ebert-Straße 7 (Karte)           | Um 1900                                                                                                 | Putzbau mit übergiebeltem Mittelrisalit, baugeschichtlich von Bedeutung, eingeschossig, originale Fenster, Schieferdeckung | 09226407 |
| Direkt Bild zu diesem Denkmal hochladen | Mehrfamilienhaus | Friedrich-Ebert-Straße 37 (Karte)          | Bezeichnet mit 1927                                                                                     | Putzbau mit Putzdekor, baugeschichtlich von Bedeutung. Originale Fenster, Biberschwanzdeckung. | 09226405 |
| Direkt Bild zu diesem Denkmal hochladen | Wohnhaus (Umgebinde) | Froschmühlenweg 1 (Karte)                  | Mitte 19. Jahrhundert, verändert                                                                        | Eingeschossig, baugeschichtlich und sozialgeschichtlich von Bedeutung, Dachdeckung Schiefer, Giebel verschiefert | 09225996 |
| Direkt Bild zu diesem Denkmal hochladen | Wohnhaus (Umgebinde) | Froschmühlenweg 4 (Karte)                  | Mitte 19. Jahrhundert                                                                                   | Eingeschossig, baugeschichtlich und sozialgeschichtlich von Bedeutung. Originale Fenster, Schieferdeckung mit roter Kante. | 09225994 |
| Direkt Bild zu diesem Denkmal hochladen | Wohnhaus | Froschmühlenweg 7 (Karte)                  | Bezeichnet mit 1852, verändert                                                                          | Eingeschossig, Giebel Fachwerk, baugeschichtlich und sozialgeschichtlich von Bedeutung, Dachdeckung Schiefer | 09225995 |
| Direkt Bild zu diesem Denkmal hochladen | Wohnhaus (Umgebinde) | Frühlingsstraße 4 (Karte)                  | 2. Hälfte 19. Jahrhundert                                                                               | Eingeschossig mit Drempel, baugeschichtlich und sozialgeschichtlich von Bedeutung. Originale Fenster mit klassizistischen Fensterbekleidungen, originale Tür, Drempel und Giebel verschiefert. | 09226311 |
| Direkt Bild zu diesem Denkmal hochladen | Wohnhaus (Umgebinde) mit Anbau | Fuchsstraße 1 (Karte)                      | Bezeichnet mit 1829 (Türsturz)                                                                          | Obergeschoss Fachwerk, baugeschichtlich von Bedeutung. Wohnhaus Fachwerk verbrettert, drei Fledermausgauben, zweigeschossiger Rückbau. | 09225807 |
| Direkt Bild zu diesem Denkmal hochladen | Wohnhaus (Umgebinde) | Fuchsstraße 2 (Karte)                      | 1. Hälfte 19. Jahrhundert                                                                               | Obergeschoss Fachwerk, baugeschichtlich von Bedeutung. Verschieferung mit blau-weißem Punktmuster, zwei Blitzableiter, gefährdet, leerstehend. | 09225808 |
| Direkt Bild zu diesem Denkmal hochladen | Wohnhaus (Umgebinde) und Nebengebäude | Fuchsstraße 3 (Karte)                      | Bezeichnet mit 1809 (Korbbogenportal)                                                                   | Wohnhaus Obergeschoss Fachwerk, baugeschichtlich von Bedeutung, Umgebinde verbrettert, originale Fenster, Giebel links verschiefert | 09225805 |
| Direkt Bild zu diesem Denkmal hochladen | Wohnhaus | Fuchsstraße 5 (Karte)                      | Um 1800                                                                                                 | Obergeschoss Fachwerk, baugeschichtlich von Bedeutung. Alte Fenster, Verschieferung mit blau-weißem Punktmuster. | 09225806 |
|                                         | Wohnhaus (Umgebinde), mit Anbau | Fuchsstraße 14 (Karte)                     | 1. Hälfte 19. Jahrhundert, verändert                                                                    | Obergeschoss Fachwerk, Anbau mit Putzzier, baugeschichtlich von Bedeutung. Zum Teil originale Fenster, originale Haustür. | 09226337 |
| Direkt Bild zu diesem Denkmal hochladen | Wohnhaus (Umgebinde) | Gartenstraße 3 (Karte)                     | 1920er Jahre                                                                                            | Eingeschossig über nahezu quadratischem Grundriss, mit Mansardschopfdach, Umgebinde verkleidet, Beispiel der späten Umgebindebauweise, baugeschichtlich von Bedeutung | 09225821 |
| Direkt Bild zu diesem Denkmal hochladen | Wohnhaus (Umgebinde) | Gartenstraße 12 (Karte)                    | Mitte 19. Jahrhundert                                                                                   | Eingeschossig, baugeschichtlich und sozialgeschichtlich von Bedeutung, Dachhecht, zwei Blitzableiter, Giebel Fachwerk, verschiefert | 09225822 |
| Weitere Bilder                          | Alte Mangel Ebersbach; Wohnhaus (Umgebinde) | Georgswalder Straße 1 (Karte)              | 18. Jahrhundert                                                                                         | Obergeschoss Fachwerk, Giebel verschiefert, Eingangszone nach nordböhmischer Art in Umgebinde mit einbezogen, baugeschichtlich, hausgeschichtlich und ortsgeschichtlich von Bedeutung. Krüppelwalmdach mit Schiefer, Giebelverschieferung, Rückseite verbrettert, Umgebinde läuft an der Vorderseite über Hauseingang, hölzerner Türsturz. | 09226059 |
| Weitere Bilder                          | Wohnhaus und zwei Nebengebäude | Georgswalder Straße 19 (Karte)             | 1920er Jahre                                                                                            | Wohnhaus mit Verkleidung in der Art eines Umgebindes, baugeschichtlich von Bedeutung, Mansarddach | 09225967 |
| Weitere Bilder                          | Wohnhaus (Umgebinde) | Georgswalder Straße 20 (Karte)             | 1. Hälfte 19. Jahrhundert, verändert                                                                    | Obergeschoss Fachwerk, baugeschichtlich von Bedeutung. Alte Fenster, drei Fledermausgauben, Fachwerk verschiefert. | 09225882 |
| Direkt Bild zu diesem Denkmal hochladen | Villenartiges Wohnhaus | Georgswalder Straße 23 (Karte)             | 1900/1910                                                                                               | Putzbau mit Ecktürmchen und Schmuckfachwerk, baugeschichtlich von Bedeutung. Hölzerner Windfang, Buntglasfenster. | 09225965 |
| Weitere Bilder                          | Wohnhaus (Umgebinde) | Georgswalder Straße 28 (Karte)             | 2. Hälfte 19. Jahrhundert                                                                               | Eingeschossig, mit überhöhtem Mittelteil, baugeschichtlich und sozialgeschichtlich von Bedeutung. Profilierte Säulen, alte Fenster, originale Haustür. | 09225884 |
|                                         | Wohnhaus und Seitengebäude | Georgswalder Straße 32 (Karte)             | 1. Hälfte 19. Jahrhundert                                                                               | Beide Obergeschoss Fachwerk, baugeschichtlich und straßenbildprägend von Bedeutung. Wohnhaus Fachwerk verbrettert, Giebel verschiefert, schön verzierte Fensterverkleidungen, originale Tür, Krüppelwalmdach, zwei Blitzableiter. Nebengebäude originale Fenster, im Obergeschoss Schiebefenster. | 09225743 |
|                                         | Wohnhaus, Nebengebäude und Toreinfahrt | Georgswalder Straße 36 (Karte)             | 1. Hälfte 19. Jahrhundert                                                                               | Wohnhaus Obergeschoss Fachwerk, baugeschichtlich von Bedeutung. Fachwerk verbrettert, Giebel verschiefert, Korbbogenportal, zum Teil originale Fenster, originale Tür, zwei vergitterte Fenster, Obergeschoss Fensterverkleidung mit Zierelementen (Sprenggiebelchen), schöne Pinienzapfenpfosten. | 09225742 |
| Direkt Bild zu diesem Denkmal hochladen | Wohnhaus | Georgswalder Straße 38 (Karte)             | Bezeichnet mit 1801                                                                                     | Obergeschoss zum Teil Fachwerk, repräsentative Verbretterung mit kannelierten Pilastern, Fensterverdachung, baugeschichtlich von Bedeutung. Zum Teil originale Fenster, originale Tür mit schönen schmiedeeisernen Türknaufen, zwei vergitterte Fenster, originale Biberschwanzdeckung mit drei Fledermausgauben, originale Einfriedung, gefährdet. | 09225738 |
| Direkt Bild zu diesem Denkmal hochladen | Wohnhaus | Georgswalder Straße 39 (Karte)             | Um 1900                                                                                                 | Anklänge an den Schweizer Stil, Klinkerbau mit Holzziergiebel und hölzernem Windfang, baugeschichtlich von Bedeutung. Originale Fenster, Tür und Blitzableiter, Schieferdeckung. | 09225735 |
|                                         | Wohnhaus (Umgebinde) | Georgswalder Straße 44 (Karte)             | Mitte 19. Jahrhundert                                                                                   | Eingeschossiges Doppelstubenhaus, baugeschichtlich und sozialgeschichtlich von Bedeutung. Originale Tür und Fenster, Biberschwanzbedachung, gefährdet. | 09225916 |
| Direkt Bild zu diesem Denkmal hochladen | Wohnhaus | Gutbergweg 5 (Karte)                       | 1930 (Auskunft)                                                                                         | Putzbau mit Mansardwalmdach, baugeschichtlich von Bedeutung | 09225619 |
| Weitere Bilder                          | Wohnhaus (Umgebinde) | Gutbergweg 25 (Karte)                      | 1. Hälfte 19. Jahrhundert                                                                               | Obergeschoss Fachwerk, verschiefert, baugeschichtlich von Bedeutung. Originale Biberschwanzdeckung mit drei Fledermausgauben, schmiedeeisernes Gitter. | 09225577 |
| Direkt Bild zu diesem Denkmal hochladen | Wohnhaus (Umgebinde) | Gutbergweg 27 (Karte)                      | Mitte 19. Jahrhundert, verändert                                                                        | Eingeschossig, Giebel verschiefert, baugeschichtlich und sozialgeschichtlich von Bedeutung. Linke Haushälfte verändert, Fenster erneuert, Dachpappe. Haus stand bis 2002 irrtümlich unter „Gutbergweg 17“ in der Denkmalliste. | 09225575 |
| Direkt Bild zu diesem Denkmal hochladen | Wohnhaus mit Einfriedungstor | Hainbergstraße 7 (Karte)                   | Ende 19. Jahrhundert                                                                                    | Anklänge an den Schweizer Stil, mit Ziegelsteingliederung und Holzziergiebel, baugeschichtlich von Bedeutung, zum Teil originale Tür und Fenster | 09225750 |
| Direkt Bild zu diesem Denkmal hochladen | Hainberg-Baude; Ausflugsgaststätte mit Lindengarten | Hainbergstraße 28 (Karte)                  | Um 1900                                                                                                 | Ortsgeschichtlich von Bedeutung, bis 2010 irrtümlich unter Hainberg in der Denkmalliste | 09225879 |
| Direkt Bild zu diesem Denkmal hochladen | Wohnhaus | Haineweg 1 (Karte)                         | Ende 19. Jahrhundert                                                                                    | Putzbau mit Putzgliederung und verziertem Mittelgiebel, baugeschichtlich von Bedeutung, Balkon mit schmiedeeiserner Brüstung, originale Fenster und Tür | 09225979 |
| Weitere Bilder                          | Wohnhaus (Umgebinde) | Haineweg 6 (Karte)                         | Mitte 19. Jahrhundert                                                                                   | Eingeschossig, Giebel Fachwerk, verschiefert, baugeschichtlich und sozialgeschichtlich von Bedeutung | 09225868 |
|                                         | Wohnhaus | Hauptstraße (Ebersbach) 7 (Karte)          | Bezeichnet mit 1792 (Korbbogenportal)                                                                   | Obergeschoss Fachwerk, Giebel verschiefert, Erdgeschoss mit Putzgliederung, baugeschichtlich und straßenbildprägend von Bedeutung. Originale Fenster, originale Tür, schmiedeeiserne Gitter, Krüppelwalm mit originaler Biberschwanzdeckung mit zwei Fledermausgauben. | 09225555 |
| Direkt Bild zu diesem Denkmal hochladen | Wohnhaus (Umgebinde) | Hauptstraße (Ebersbach) 8 (Karte)          | Um 1850                                                                                                 | Obergeschoss Fachwerk, baugeschichtlich von Bedeutung, Schieferdeckung | 09226400 |
|                                         | Wohnhaus mit Einfriedung | Hauptstraße (Ebersbach) 9 (Karte)          | Bezeichnet mit 1825 (Korbbogenportal)                                                                   | Obergeschoss Fachwerk verbrettert mit Neorenaissance-Gliederung, baugeschichtlich und straßenbildprägend von Bedeutung. Linker Giebel mit blau-weißem Muster verschiefert, originale Tür, originale Biberschwanzdeckung mit fünf Fledermausgauben, mit originalen Blitzableitern, Erdgeschoss verputzt. | 09225556 |
|                                         | Wohnhaus (Umgebinde) | Hauptstraße (Ebersbach) 24 (Karte)         | Anfang 19. Jahrhundert                                                                                  | Obergeschoss Fachwerk, verschiefert, baugeschichtlich von Bedeutung. Zum Teil originale Fenster. | 09225597 |
| Direkt Bild zu diesem Denkmal hochladen | Wohnhaus (Umgebinde) | Hauptstraße (Ebersbach) 27 (Karte)         | Mitte 19. Jahrhundert                                                                                   | Obergeschoss Fachwerk, verschiefert, baugeschichtlich von Bedeutung. Originale Dachdeckung (Biberschwanz) mit drei Dachhäuschen, originale Haustüren, Blitzableiter, Fenster erneuert, zum Teil Kunstschiefer. | 09225590 |
|                                         | Wohnhaus (Umgebinde) und Nebengebäude | Hauptstraße (Ebersbach) 30 (Karte)         | Um 1850                                                                                                 | Wohnhaus Obergeschoss Fachwerk, baugeschichtlich von Bedeutung. Zum Teil originale Fenster, Dachhäuschen. | 09225658 |
|                                         | Wohnhaus (Umgebinde) | Hauptstraße (Ebersbach) 34 (Karte)         | Um 1850                                                                                                 | Obergeschoss Fachwerk, verbrettert, baugeschichtlich von Bedeutung, massives Kellergeschoss, originale Biberschwanzdeckung mit zwei Fledermausgauben | 09225659 |
|                                         | Wohnhaus (Umgebinde) | Hauptstraße (Ebersbach) 35 (Karte)         | Mitte 19. Jahrhundert                                                                                   | Doppelstubenhaus auf massivem Sockelgeschoss, baugeschichtlich von Bedeutung, Giebel Kunstschiefer, erneuerte Fenster | 09225588 |
| Weitere Bilder                          | Wohnhaus (Umgebinde) | Hauptstraße (Ebersbach) 45 (Karte)         | Mitte 19. Jahrhundert                                                                                   | Eingeschossig, baugeschichtlich und sozialgeschichtlich von Bedeutung. Nicht denkmalgerechte Verbretterung. | 09225585 |
|                                         | Wohnhaus (Umgebinde) | Hauptstraße (Ebersbach) 46a (Karte)        | Um 1850                                                                                                 | Ohne großes massives Rückgebäude, Obergeschoss Fachwerk, verschiefert, baugeschichtlich von Bedeutung. Dachhecht, alte Fenster, originale Tür, Säulen am Umgebinde profiliert, Verschieferung mit blau-weißem Muster, bis 2010 unter Nummer 46 in der Denkmalliste, laut ALK-Daten Hausnummer 46a. | 09225661 |
| Weitere Bilder                          | Wohnhaus über winkligem Grundriss | Hauptstraße (Ebersbach) 47 (Karte)         | Bezeichnet mit 1796 (Korbbogenportal)                                                                   | Obergeschoss Fachwerk, Korbbogenportal, Krüppelwalmdach mit langgestreckter Schleppgaube, baugeschichtlich und straßenbildprägend von Bedeutung. Zum Teil originale Fenster, originale Tür, linker Giebel verschiefert, Dachdeckung Schiefer. | 09225584 |
|                                         | Wohnhaus (Umgebinde) | Hauptstraße (Ebersbach) 49 (Karte)         | Mitte 19. Jahrhundert, verändert                                                                        | Eingeschossig, baugeschichtlich und sozialgeschichtlich von Bedeutung. Ein Fenster vergrößert, Kunstschiefer am Giebel, Dachdeckung Schiefer, drei Dachhäuschen. | 09225582 |
| Weitere Bilder                          | Wohnhaus (Umgebinde) | Hauptstraße (Ebersbach) 50 (Karte)         | Mitte 19. Jahrhundert                                                                                   | Eingeschossig, baugeschichtlich und sozialgeschichtlich von Bedeutung, Giebel verbrettert | 09225621 |
| Weitere Bilder                          | Wohnhaus mit Ladeneinbau | Hauptstraße (Ebersbach) 51 (Karte)         | Mitte 19. Jahrhundert                                                                                   | Obergeschoss Fachwerk, mit Ladeneinbau, baugeschichtlich und straßenbildprägend von Bedeutung. vermutlich ehemaliges Umgebindehaus, Erdgeschoss heute massiv, Fachwerkoberstock: straßenseitig verschiefert (hell-dunkel) rechts verputzt, Krüppelwalm. | 09226055 |
| Weitere Bilder                          | Wohnhaus (Umgebinde) | Hauptstraße (Ebersbach) 53 (Karte)         | Um 1850                                                                                                 | Eingeschossig, mit Dacherker am Hauseingang, baugeschichtlich und sozialgeschichtlich von Bedeutung | 09225574 |
| Direkt Bild zu diesem Denkmal hochladen | Wohnhaus (Umgebinde) | Hauptstraße (Ebersbach) 54 (Karte)         | Mitte 19. Jahrhundert                                                                                   | Eingeschossig, mit Dacherker über Eingangsbereich, baugeschichtlich und sozialgeschichtlich von Bedeutung. Originale Fenster, Tür, Dachdeckung Schiefer. | 09225605 |
| Direkt Bild zu diesem Denkmal hochladen | Wohnhaus (Umgebinde) | Hauptstraße (Ebersbach) 59 (Karte)         | Bezeichnet mit 1795                                                                                     | Obergeschoss Fachwerk, Giebel verbrettert, Korbbogengewände, baugeschichtlich von Bedeutung, Dachdeckung Betonpfannen mit zwei Dachhäuschen, schmiedeeiserne Gitter | 09225569 |
| Direkt Bild zu diesem Denkmal hochladen | Wohnhaus (Umgebinde) | Hauptstraße (Ebersbach) 60 (Karte)         | Mitte 19. Jahrhundert                                                                                   | Eingeschossiges Doppelstubenhaus, baugeschichtlich und sozialgeschichtlich von Bedeutung, Fensterverkleidungen, Giebel verkleidet, jüngerer Anbau | 09225695 |
| Weitere Bilder                          | Gemeindeamt; Wohn- und Verwaltungsgebäude | Hauptstraße (Ebersbach) 61 (Karte)         | 2. Hälfte 19. Jahrhundert                                                                               | Putzbau mit Stockgesimsen, Fensterüberdachungen und dekorativen Balkonbrüstungen, baugeschichtlich von Bedeutung, dreigeschossig, Fenster und Tür original erhalten, Putz erneuert, flaches Walmdach | 09225570 |
| Direkt Bild zu diesem Denkmal hochladen | Sowjetisches Kriegerdenkmal | Hauptstraße (Ebersbach) 61 (bei) (Karte)   | Nach 1945                                                                                               | Steinkubus mit russischer Inschrift, ortsgeschichtlich von Bedeutung | 09225572 |
| Direkt Bild zu diesem Denkmal hochladen | Wohnhaus | Hauptstraße (Ebersbach) 64 (Karte)         | Bezeichnet mit 1818 (Türsturz an der Rückseite)                                                         | Obergeschoss Fachwerk, baugeschichtlich von Bedeutung. Zwei vergitterte Fenster, zum Teil originale Fenster. | 09225696 |
| Direkt Bild zu diesem Denkmal hochladen | Wohnhaus | Hauptstraße (Ebersbach) 65 (Karte)         | 1900/1910                                                                                               | Putzbau mit Schmuckfachwerk, späterer Anbau des Umgebindehauses Nummer 67, siehe dort, baugeschichtlich von Bedeutung | 09225571 |
| Direkt Bild zu diesem Denkmal hochladen | Wohnhaus | Hauptstraße (Ebersbach) 66 (Karte)         | Bezeichnet mit 1818 (Türsturz an der Rückseite)                                                         | Obergeschoss Fachwerk, baugeschichtlich von Bedeutung, zwei vergitterte Fenster, alte Tür, Giebel verbrettert | 09225697 |
| Weitere Bilder                          | Wohnhaus (Umgebinde) auf hufeisenförmigem Grundriss, mit Sonnenuhr und Treppenaufgang | Hauptstraße (Ebersbach) 67 (Karte)         | 1. Hälfte 19. Jahrhundert                                                                               | Doppelstubenhaus mit Ladeneinbau, Obergeschoss Fachwerk verbrettert, an der Westseite späterer Anbau Nummer 65, siehe auch dort, baugeschichtlich, hausgeschichtlich und ortsbildprägend von Bedeutung. Reich dekorierte Verbretterung, ein vergrößertes Fenster, originale Biberschwanzdeckung, originale Haustür, Granittreppenaufgang. | 09225573 |
| Weitere Bilder                          | Wohnhaus (Umgebinde) | Hauptstraße (Ebersbach) 68 (Karte)         | 1. Hälfte 19. Jahrhundert                                                                               | Obergeschoss Fachwerk, baugeschichtlich von Bedeutung, zum Teil originale Fenster, profilierte Säulen, Fledermausgauben, Blitzableiter, ein vergittertes Fenster | 09225713 |
| Weitere Bilder                          | Granitstele mit zwei Reliefs | Hauptstraße (Ebersbach) bei Nr. 68 (Karte) | 2. Hälfte 19. Jahrhundert                                                                               | Ein Relief mit Postreiter, das andere mit Postkutsche, handwerklich-künstlerisch von Bedeutung. Ein Relief und Inschriftentafel fehlen. | 09225712 |
| Weitere Bilder                          | Königlich-Sächsische Meilensteine (Sachgesamtheit); Meilenstein | Hauptstraße (Ebersbach) 68 (bei) (Karte)   | 2. Drittel 19. Jahrhundert                                                                              | Verkehrshistorisch von Bedeutung | 09225711 |
| Weitere Bilder                          | Wohnhaus (Umgebinde) | Hauptstraße (Ebersbach) 69 (Karte)         | Mitte 19. Jahrhundert                                                                                   | Eingeschossig, baugeschichtlich und sozialgeschichtlich von Bedeutung. Originale Tür und Fenster, drei Dachhäuschen. | 09225603 |
| Weitere Bilder                          | Wohnhaus (Umgebinde) | Hauptstraße (Ebersbach) 70 (Karte)         | 1. Hälfte 19. Jahrhundert                                                                               | Obergeschoss Fachwerk, verputzt, baugeschichtlich von Bedeutung. Profilierte Säulen, Fledermausgauben. Hier könnte die alte Posthalterei seit 1827 gewesen sein. Das Haus ist ja unschön umgebaut. Ab 1840 wäre hier die Fahrpost (viermal wöchentlich) gewesen. | 09225717 |
| Weitere Bilder                          | Wohnhaus (Umgebinde) | Hauptstraße (Ebersbach) 71 (Karte)         | Mitte 19. Jahrhundert                                                                                   | Eingeschossiges Doppelstubenhaus, baugeschichtlich und sozialgeschichtlich von Bedeutung. Originale Fenster, überhöhter Mittelteil, linker Giebel verschiefert, Biberschwanzdeckung, Blitzableiter. | 09225602 |
|                                         | Wohnhaus | Hauptstraße (Ebersbach) 72 (Karte)         | Ende 19. Jahrhundert                                                                                    | Obergeschoss Fachwerk, baugeschichtlich von Bedeutung, originale Tür, Erdgeschoss-Fenster mit profilierten Fenstergewänden | 09225724 |
| Direkt Bild zu diesem Denkmal hochladen | Wohnhaus und Wohnstallhaus eines Bauernhofes | Hauptstraße (Ebersbach) 73, 73b (Karte)    | Bezeichnet mit 1831 (Wohnhaus, Korbbogenportal); 1. Hälfte 19. Jahrhundert (Wohnstallhaus)              | Wohnhaus Obergeschoss Fachwerk verbrettert, Wohnstallhaus Obergeschoss Fachwerk verkleidet, baugeschichtlich von Bedeutung. Wohnhaus originale Fenster, originale Deckung mit einer großen und zwei kleinen Fledermausgauben, schmiedeeiserne Gitter, Rückgebäude teilweise verändert. | 09225604 |
| Weitere Bilder                          | Wohnhaus (Umgebinde) | Hauptstraße (Ebersbach) 74 (Karte)         | Um 1920, Kern älter                                                                                     | Eingeschossig, übergiebelter Mittelrisalit mit Schmuckfachwerk, Mansardwalmdach, Beispiel der neueren Umgebindebauweise, baugeschichtlich von Bedeutung | 09225721 |
| Weitere Bilder                          | Wohnhaus (Umgebinde) | Hauptstraße (Ebersbach) 76 (Karte)         | Um 1800                                                                                                 | Eingeschossig, verbrettert, baugeschichtlich und sozialgeschichtlich von Bedeutung, originale Tür | 09225723 |
| Direkt Bild zu diesem Denkmal hochladen | Wohnhaus mit Ladeneinbau | Hauptstraße (Ebersbach) 77 (Karte)         | 1. Hälfte 19. Jahrhundert, verändert                                                                    | Obergeschoss Fachwerk zum Teil verschiefert, baugeschichtlich von Bedeutung, Verschieferung mit blau-weißem Muster | 09225667 |
| Weitere Bilder                          | Wohnhaus (Umgebinde) | Hauptstraße (Ebersbach) 78 (Karte)         | Anfang 19. Jahrhundert                                                                                  | Obergeschoss Fachwerk, baugeschichtlich von Bedeutung, Nummer 76 angebaut | 09225722 |
|                                         | Gasthaus mit Treppe | Hauptstraße (Ebersbach) 85 (Karte)         | Bezeichnet mit 1836 (Korbbogenportal), verändert                                                        | Obergeschoss Fachwerk, baugeschichtlich und straßenbildprägend von Bedeutung. Ehemalige Blockstube um 1900 massiv ausgemauert mit Ziegelverblender, Fachwerk verschiefert, Biberschwanzdeckung, schmiedeeiserne Gitter, originale Tür. | 09225666 |
|                                         | Wohnhaus (Umgebinde) auf winkligem Grundriss | Hauptstraße (Ebersbach) 87 (Karte)         | Bezeichnet mit 1815 (Korbbogenportal)                                                                   | Obergeschoss Fachwerk, baugeschichtlich und straßenbildprägend von Bedeutung. Originale Dachdeckung (Biberschwanz mit Fledermausgauben), DDR-Denkmalliste, schmiedeeiserne Gitter. | 09225665 |
|                                         | Wohnhaus mit Anbau | Hauptstraße (Ebersbach) 89 (Karte)         | 1. Hälfte 19. Jahrhundert                                                                               | Obergeschoss Fachwerk, baugeschichtlich von Bedeutung. Erdgeschoss Ende 19. Jahrhundert verändert, mit gelben und roten Ziegeln verblendet, Fachwerk verschiefert, Biberschwanzdeckung mit drei Fledermausgauben. | 09225664 |
|                                         | Pfarrhaus | Hauptstraße (Ebersbach) 91 (Karte)         | 2. Hälfte 18. Jahrhundert, verändert                                                                    | Obergeschoss Fachwerk, baugeschichtlich und ortsgeschichtlich von Bedeutung, Fachwerk, verschiefert, Korbbogenportal, zum Teil originale Fenster, innen zum Teil originale Türen | 09225663 |
| Direkt Bild zu diesem Denkmal hochladen | Wohnhaus in Ecklage, mit Laden | Hauptstraße (Ebersbach) 93 (Karte)         | 4. Viertel 19. Jahrhundert                                                                              | Putzbau mit einfacher Gliederung und Fensterbedachungen, städtebaulich von Bedeutung. Originale Tür, Fenster, Lagergebäude ruinös, Abbruch von Lagerhaus und Verkaufspavillon 2010 festgestellt. | 09225662 |
| Weitere Bilder                          | Wohnhaus (Umgebinde) | Hauptstraße (Ebersbach) 96 (Karte)         | 1. Hälfte 19. Jahrhundert                                                                               | Doppelstubenhaus, Obergeschoss Fachwerk, baugeschichtlich von Bedeutung. Profilierte Säulen, zweigeschossiger Rückbau, Verschieferung mit blau-weißem Punktmuster, Verschieferung bezeichnet, nach Sanierung Fachwerk verbrettert. | 09225814 |
| Weitere Bilder                          | Wohnhaus (Umgebinde) | Hauptstraße (Ebersbach) 97 (Karte)         | Bezeichnet mit 1835 (Türsturz)                                                                          | Obergeschoss Fachwerk, baugeschichtlich von Bedeutung. Linke Haushälfte (Erdgeschoss) mit abgerundeter Ecke und Jugendstildekor, originale Biberschwanzbedachung, drei Fledermausgauben, originale Haustür. | 09225772 |
|                                         | Wohnhaus | Hauptstraße (Ebersbach) 102 (Karte)        | Um 1900                                                                                                 | Klinkerbau mit Holzziergiebel, baugeschichtlich von Bedeutung. Zum Teil alte Fenster. | 09225809 |
| Direkt Bild zu diesem Denkmal hochladen | Wohnhaus (Umgebinde) | Hauptstraße (Ebersbach) 103 (Karte)        | 2. Hälfte 19. Jahrhundert, verändert                                                                    | Eingeschossig, mit späterem zweigeschossigen Anbau, baugeschichtlich und sozialgeschichtlich von Bedeutung. Originale Fenster, Biberschwanzbedachung. | 09225773 |
| Direkt Bild zu diesem Denkmal hochladen | Wohnhaus (Umgebinde) | Hauptstraße (Ebersbach) 103a (Karte)       | 18. Jahrhundert                                                                                         | Eingeschossig, baugeschichtlich und sozialgeschichtlich von Bedeutung. Originale Tür, sehr gefährdet, mit drei Dachhäuschen. | 09225771 |
| Weitere Bilder                          | Wohnhaus (Umgebinde) | Hauptstraße (Ebersbach) 105 (Karte)        | 2. Hälfte 19. Jahrhundert                                                                               | Eingeschossig, mit zweigeschossigem Vorbau, Fachwerk-Dacherker, baugeschichtlich von Bedeutung. Eingeschossig, rechts 3/3/3 Joche, Stube verschalt, Umgebinde frei (Spannriegel/Knaggen), Fachwerkgiebeltrapez, Säulen in Kapitellhöhe leicht profiliert, Krüppelwalm. | 09226314 |
| Weitere Bilder                          | Wohnhaus (Umgebinde) | Hauptstraße (Ebersbach) 108 (Karte)        | Bezeichnet mit 1840 (Türsturz)                                                                          | Doppelstubenhaus, Obergeschoss Fachwerk, baugeschichtlich von Bedeutung. Originale Haustür, gefährdet, zum Teil originale Fenster, Fachwerk, verschiefert. | 09226336 |
| Weitere Bilder                          | Wohnhaus (Umgebinde) | Hauptstraße (Ebersbach) 111 (Karte)        | 1. Hälfte 19. Jahrhundert                                                                               | Eingeschossig, mit zweigeschossigem Anbau, baugeschichtlich und sozialgeschichtlich von Bedeutung, überall originale Fenster, Schieferbedachung, Anbau zur Garage umgebaut | 09225769 |
| Weitere Bilder                          | Wohnhaus (Umgebinde) | Hauptstraße (Ebersbach) 112 (Karte)        | 1. Hälfte 19. Jahrhundert                                                                               | Obergeschoss Fachwerk, baugeschichtlich und hausgeschichtlich von Bedeutung. Fachwerk Giebel und Obergeschoss zum Teil verschiefert, zum Teil originale Fenster, originale Biberschwanzdeckung, drei Fledermausgauben, sehr gefährdet, leerstehend. | 09226335 |
| Weitere Bilder                          | Wohnhaus (Umgebinde) | Hauptstraße (Ebersbach) 113 (Karte)        | Mitte 19. Jahrhundert                                                                                   | Obergeschoss Fachwerk, verschiefert, baugeschichtlich von Bedeutung, Umgebinde mit Kunstschiefer belegt, Verschieferung in blau-weißem Muster | 09225768 |
| Direkt Bild zu diesem Denkmal hochladen | Wohnhaus (Umgebinde) | Hauptstraße (Ebersbach) 114 (Karte)        | Mitte 19. Jahrhundert                                                                                   | Eingeschossig, baugeschichtlich und sozialgeschichtlich von Bedeutung. Rechte Hälfte verändert, originale Fenster in der Blockstube, originale Haustür. | 09226334 |
| Direkt Bild zu diesem Denkmal hochladen | Wohnhaus (Umgebinde) | Hauptstraße (Ebersbach) 116 (Karte)        | Mitte 19. Jahrhundert                                                                                   | Eingeschossig, mit Schleppgaube, Giebel verschiefert, baugeschichtlich und sozialgeschichtlich von Bedeutung. Originale Fenster. | 09226332 |
| Weitere Bilder                          | Wohnhaus (Umgebinde) | Hauptstraße (Ebersbach) 118 (Karte)        | Mitte 19. Jahrhundert                                                                                   | Eingeschossig, Giebel verschiefert, baugeschichtlich und sozialgeschichtlich von Bedeutung. Rechte Hälfte verändert. | 09226333 |
|                                         | Wohnhaus (Umgebinde) | Hauptstraße (Ebersbach) 120 (Karte)        | 1. Hälfte 19. Jahrhundert                                                                               | Obergeschoss Fachwerk, verkleidet, baugeschichtlich von Bedeutung. Zwei Fenster vergrößert. | 09226331 |
|                                         | Wohnhaus (Umgebinde) | Hauptstraße (Ebersbach) 121 (Karte)        | Um 1800                                                                                                 | Doppelstubenhaus, Obergeschoss Fachwerk, verschiefert, baugeschichtlich von Bedeutung. Originale Tür und Fenster, Schieferdachdeckung, Umgebinde-Wand auf der linken Hälfte, Verschieferung in blau-weißem Muster. | 09225775 |
| Weitere Bilder                          | Wohnhaus (Umgebinde) und Schuppen | Hauptstraße (Ebersbach) 122 (Karte)        | Um 1800                                                                                                 | Wohnhaus Obergeschoss Fachwerk, kleiner Holzschuppen verbrettert, baugeschichtlich und hausgeschichtlich von Bedeutung. Zum Teil originale Fenster, originale Haustür, Gewölbekeller, vergitterte Fenster, Krüppelwalmdach mit drei Dachhäuschen. | 09226330 |
| Weitere Bilder                          | Wohnhaus (Umgebinde) | Hauptstraße (Ebersbach) 123 (Karte)        | 2. Hälfte 19. Jahrhundert                                                                               | Eingeschossig, baugeschichtlich und sozialgeschichtlich von Bedeutung | 09226380 |
| Weitere Bilder                          | Wohnhaus (Umgebinde) | Hauptstraße (Ebersbach) 124 (Karte)        | 1. Hälfte 19. Jahrhundert                                                                               | Doppelstubenhaus, Obergeschoss Fachwerk, verkleidet, baugeschichtlich und straßenbildprägend von Bedeutung. Zum Teil originale Fenster, Dach mit drei Fledermausgauben und originaler Biberschwanzdeckung. | 09226329 |
| Weitere Bilder                          | Wohnhaus (Umgebinde) | Hauptstraße (Ebersbach) 126 (Karte)        | 18. Jahrhundert                                                                                         | Obergeschoss Fachwerk, verschiefert, baugeschichtlich und straßenbildprägend von Bedeutung. Originale Biberschwanzdeckung mit fünf Fledermausgauben, originale Fenster und Tür. | 09226328 |
| Weitere Bilder                          | Wohnhaus (Umgebinde) und Nebengebäude | Hauptstraße (Ebersbach) 127 (Karte)        | Um 1800                                                                                                 | Wohnhaus Obergeschoss Fachwerk, zum Teil verschiefert, Nebengebäude mit Umgebindearkaden, Obergeschoss Fachwerk, baugeschichtlich und straßenbildprägend von Bedeutung. Originale Fenster und Tür, Korbbogenportal. | 09225777 |
| Direkt Bild zu diesem Denkmal hochladen | Nebengebäude einer Faktorei | Hauptstraße (Ebersbach) 128 (Karte)        | Ende 18. Jahrhundert                                                                                    | Obergeschoss Fachwerk, baugeschichtlich und hausgeschichtlich von Bedeutung. Wohnhaus (Abbruch 2010): Originale Türen und Fenster, Dach mit Dachhäuschen und Fledermausgauben, originale Biberschwanzdeckung, Korbbogenportal bezeichnet, Obergeschoss Fachwerk, Anbau ziegelverblendet. Abbruchgenehmigung vom 29. April 2010, Nebengebäude ist noch erhalten (Stand 2010). | 09226327 |
| Weitere Bilder                          | Wohnhaus (Umgebinde) | Hauptstraße (Ebersbach) 131 (Karte)        | Mitte 19. Jahrhundert                                                                                   | Doppelstubenhaus, Obergeschoss Fachwerk, baugeschichtlich von Bedeutung. Fenster zum Teil vergrößert, imitierte Putzgliederung an der Verbretterung des Umgebindes, originale Haustür. | 09225779 |
| Weitere Bilder                          | Wohnhaus (Umgebinde) | Hauptstraße (Ebersbach) 134 (Karte)        | 1. Hälfte 18. Jahrhundert                                                                               | Eingeschossig, baugeschichtlich und sozialgeschichtlich von Bedeutung. Vorgezogenes Dach, alte Tür. | 09225940 |
| Weitere Bilder                          | Wohnhaus | Hauptstraße (Ebersbach) 136 (Karte)        | 1. Hälfte 19. Jahrhundert, verändert                                                                    | Obergeschoss Fachwerk, verschiefert, baugeschichtlich von Bedeutung. Alte Fenster, Korbbogenportal. | 09225938 |
| Weitere Bilder                          | Wohnhaus (Umgebinde) | Hauptstraße (Ebersbach) 139 (Karte)        | 1. Hälfte 19. Jahrhundert                                                                               | Obergeschoss Fachwerk, verschiefert, baugeschichtlich von Bedeutung. Zum Teil originale Fenster, in der linken Haushälfte Fenster vergrößert. | 09225780 |
| Weitere Bilder                          | Wohnhaus (Umgebinde) und Nebengebäude | Hauptstraße (Ebersbach) 143 (Karte)        | Bezeichnet mit 1819 (Korbbogenportal)                                                                   | Doppelstubenhaus, Obergeschoss Fachwerk, verschiefert, Nebengebäude Giebel verschiefert, baugeschichtlich und straßenbildprägend von Bedeutung. Originale Blitzableiter, zum Teil originale Fenster, glasierte Biberschwanzbedachung. | 09225900 |
| Weitere Bilder                          | Wohnhaus (Umgebinde) | Hauptstraße (Ebersbach) 147 (Karte)        | 2. Hälfte 19. Jahrhundert                                                                               | Eingeschossiges Doppelstubenhaus, baugeschichtlich und sozialgeschichtlich von Bedeutung. Tür vor 1905, Giebel verschiefert. | 09226006 |
|                                         | Wohnhaus (Umgebinde) | Hauptstraße (Ebersbach) 150 (Karte)        | 1. Hälfte 19. Jahrhundert                                                                               | Eingeschossig, baugeschichtlich und sozialgeschichtlich von Bedeutung. Originale Haustür. | 09225937 |
| Weitere Bilder                          | Wohnhaus (Umgebinde) mit Anbau | Hauptstraße (Ebersbach) 153 (Karte)        | Bezeichnet mit 1850 (Türsturz)                                                                          | Doppelstubenhaus, Obergeschoss Fachwerk, baugeschichtlich von Bedeutung. Anbau mit Wintergarten (Ziegelverblendung, Ende 19. Jahrhundert) originale Haustür, zum Teil originale Fenster, Untergeschoss dekorativ verbrettert, laut ALK-Daten nur Hausnummer 153. | 09226005 |
| Weitere Bilder                          | Wohnhaus (Umgebinde) | Hauptstraße (Ebersbach) 154 (Karte)        | Mitte 19. Jahrhundert, verändert                                                                        | Eingeschossig, baugeschichtlich und sozialgeschichtlich von Bedeutung. Drei Dachhäuschen, Giebel verkleidet. | 09225799 |
|                                         | Wohnhaus (Umgebinde) mit Scheunenanbau | Hauptstraße (Ebersbach) 157 (Karte)        | Mitte 19. Jahrhundert                                                                                   | Wohnhaus Obergeschoss Fachwerk, baugeschichtlich von Bedeutung. Umgebinde nicht denkmalgerecht verkleidet, Biberschwanzbedachung mit Fledermausgauben, Blitzableiter, DDR-Kreisdenkmalliste. | 09226008 |
| Weitere Bilder                          | Wohnhaus mit rückwärtigem Anbau, Nebengebäude mit Arkadengang und Scheune, dazu Bachmauerwerk und Granitsteinbrücke                                                                                          | Hauptstraße (Ebersbach) 159 (Karte)        | Um 1800                                                                                                 | Wohnhaus Obergeschoss Fachwerk, baugeschichtlich und hausgeschichtlich von Bedeutung | 09226009 |
|                                         | Wohnhaus über winkligem Grundriss mit Erweiterungsbau | Hauptstraße (Ebersbach) 161 (Karte)        | Bezeichnet mit 1796 (Korbbogenportal)                                                                   | Wohnhaus mit Korbbogenportal, Erweiterungsbau mit Lisenengliederung, baugeschichtlich und hausgeschichtlich von Bedeutung | 09225936 |
|                                         | Wohnstallhaus (Umgebinde) eines Bauernhauses | Hauptstraße (Ebersbach) 169 (Karte)        | Bezeichnet mit 1823 (Türsturz)                                                                          | Obergeschoss Fachwerk, verschiefert, baugeschichtlich von Bedeutung | 09225798 |
|                                         | Wohnhaus | Hauptstraße (Ebersbach) 171 (Karte)        | Ende 19. Jahrhundert                                                                                    | Eingeschossig, Klinker, Giebel verschiefert, sozialgeschichtlich von Bedeutung, drei Dachhäuschen | 09225797 |
| Direkt Bild zu diesem Denkmal hochladen | Wohnstallhaus (Umgebinde) eines Bauernhofes | Hauptstraße (Ebersbach) 173 (Karte)        | Bezeichnet mit 1771 (Türsturz)                                                                          | Obergeschoss Fachwerk, verkleidet, baugeschichtlich von Bedeutung. Zum Teil originale Fenster, originale Haustür, fünf Fledermausgauben. | 09225795 |
| Direkt Bild zu diesem Denkmal hochladen | Wohnhaus (Umgebinde) mit integriertem Wirtschaftsteil | Hauptstraße (Ebersbach) 175 (Karte)        | 2. Hälfte 19. Jahrhundert, verändert                                                                    | Eingeschossiges Doppelstubenhaus, Wirtschaftsteil in Klinkerbauweise, baugeschichtlich und sozialgeschichtlich von Bedeutung, Schieferdachdeckung, zum Teil originale Fenster, Giebel verkleidet | 09226042 |
| Direkt Bild zu diesem Denkmal hochladen | Wohnhaus (Umgebinde) | Hauptstraße (Ebersbach) 177 (Karte)        | 2. Hälfte 19. Jahrhundert                                                                               | Doppelstubenhaus, Obergeschoss Fachwerk, verkleidet, baugeschichtlich von Bedeutung, Schieferdachdeckung, originale Blitzableiter, zum Teil originale Fenster, Umgebinde verkleidet | 09226041 |
| Direkt Bild zu diesem Denkmal hochladen | Wohnhaus und Nebengebäude | Hempelstraße 1 (Karte)                     | Bezeichnet mit 1824 (Türsturz)                                                                          | Beide Gebäude Obergeschoss Fachwerk, baugeschichtlich von Bedeutung, zwei Blitzableiter, Fensterverdachungen im Erdgeschoss, Nebengebäude Obergeschoss Fachwerk verbrettert | 09225828 |
| Direkt Bild zu diesem Denkmal hochladen | Wohnhaus (Umgebinde) mit integriertem Wirtschaftsteil | Hempelstraße 3 (Karte)                     | 1. Hälfte 19. Jahrhundert                                                                               | Obergeschoss Fachwerk, verbrettert, baugeschichtlich von Bedeutung, drei Fledermausgauben | 09225827 |
| Direkt Bild zu diesem Denkmal hochladen | Wohnhaus (Umgebinde) | Hempelstraße 6 (Karte)                     | Um 1850                                                                                                 | Eingeschossig, baugeschichtlich und sozialgeschichtlich von Bedeutung, Dachhecht, Giebel Fachwerk, verbrettert | 09225826 |
| Direkt Bild zu diesem Denkmal hochladen | Wohnhaus (Umgebinde) | Hempelstraße 13 (Karte)                    | Mitte 19. Jahrhundert                                                                                   | Eingeschossig, baugeschichtlich und sozialgeschichtlich von Bedeutung. Dachdeckung Schiefer, drei Dachhäuschen mit originalen Rundbogenfenstern, Rückseite völlig ausgemauert, Giebel verschiefert. | 09226367 |
| Direkt Bild zu diesem Denkmal hochladen | Wohnhaus (Umgebinde) | Hempelstraße 14 (Karte)                    | Mitte 19. Jahrhundert, verändert                                                                        | Eingeschossig, baugeschichtlich und sozialgeschichtlich von Bedeutung. Biberschwanzdeckung, zum Teil originale Fenster und Tür, Fledermausgauben, Giebel verschiefert. | 09226279 |
| Direkt Bild zu diesem Denkmal hochladen | Wohnhaus (Umgebinde), mit Anbau | Hempelstraße 24 (Karte)                    | Mitte 19. Jahrhundert                                                                                   | Eingeschossig, baugeschichtlich und sozialgeschichtlich von Bedeutung. Giebel verbrettert, originale Biberschwanzdeckung und Fledermausgauben, zum Teil originale Fenster, Blitzableiter, zweigeschossiger Anbau. | 09226278 |
| Direkt Bild zu diesem Denkmal hochladen | Ländliches Wohnhaus | Hempelstraße 29 (Karte)                    | Mitte 19. Jahrhundert                                                                                   | Eingeschossig mit Drempelgeschoss und Fledermausgaupen, baugeschichtlich und sozialgeschichtlich von Bedeutung. Drempel und Giebel verbrettert, Biberschwanzdeckung, drei Fledermausgauben, zum Teil originale Fenster. | 09226280 |
| Direkt Bild zu diesem Denkmal hochladen | Wohnhaus (Umgebinde) | Hempelstraße 31 (Karte)                    | 2. Hälfte 19. Jahrhundert                                                                               | Eingeschossig, baugeschichtlich und sozialgeschichtlich von Bedeutung, eingeschossig, drei stehende Dachhäuschen | 09225894 |
| Direkt Bild zu diesem Denkmal hochladen | Wohnhaus (Umgebinde) | Hempelstraße 40 (Karte)                    | Mitte 19. Jahrhundert                                                                                   | Eingeschossig, baugeschichtlich und sozialgeschichtlich von Bedeutung. Zwei Fledermausgauben, Dach jünger. | 09226272 |
| Direkt Bild zu diesem Denkmal hochladen | Wohnhaus (Umgebinde) | Hempelstraße 41 (Karte)                    | Mitte 19. Jahrhundert                                                                                   | Eingeschossig, baugeschichtlich und sozialgeschichtlich von Bedeutung. Drei Dachhäuschen. | 09226282 |
| Direkt Bild zu diesem Denkmal hochladen | Wohnhaus (Umgebinde) | Hempelstraße 58 (Karte)                    | 1. Hälfte 19. Jahrhundert                                                                               | Eingeschossig, baugeschichtlich und sozialgeschichtlich von Bedeutung, Umgebinde verbrettert, Dach verschiefert, rechte Hälfte eineinhalbgeschossig mit Stall | 09225993 |
| Direkt Bild zu diesem Denkmal hochladen | Wohnhaus (Umgebinde) | Hempelstraße 65 (Karte)                    | 1. Hälfte 19. Jahrhundert                                                                               | Eingeschossig, baugeschichtlich und sozialgeschichtlich von Bedeutung, Blockstube und Umgebinde verbrettert, originale Fenster, Schieferdeckung, Giebel verschiefert | 09225992 |
| Direkt Bild zu diesem Denkmal hochladen | Wohnhaus (Umgebinde) | Hempelstraße 67 (Karte)                    | 2. Hälfte 19. Jahrhundert                                                                               | Eingeschossig, baugeschichtlich und sozialgeschichtlich von Bedeutung. Mit zweigeschossigem Rückbau, Umgebinde verkleidet, Schieferdeckung, zwei Dachhäuschen. | 09225991 |
| Direkt Bild zu diesem Denkmal hochladen | Wohnhaus in Ecklage | Hermann-Andert-Straße 5 (Karte)            | Um 1910                                                                                                 | Späthistoristische Fassade, baugeschichtlich von Bedeutung. Massiver Putzbau. | 09226369 |
| Direkt Bild zu diesem Denkmal hochladen | Wohnhaus (Umgebinde), mit Anbau | Hermann-Andert-Straße 10 (Karte)           | Um 1900                                                                                                 | Obergeschoss Fachwerk, Anbau massiv, Beispiel der neueren Holzbauweise, baugeschichtlich von Bedeutung. Originale Fenster im Blockstubenteil des Hauses. | 09226309 |
| Direkt Bild zu diesem Denkmal hochladen | Wohnhaus (Umgebinde) | Hermann-Andert-Straße 11 (Karte)           | Um 1905                                                                                                 | Eingeschossiges Doppelstubenhaus mit Drempel, baugeschichtlich und sozialgeschichtlich von Bedeutung. Drempel, übergiebelter, verschieferter Mittelteil, originale Fenster, Heimatstiltypus. | 09226308 |
| Direkt Bild zu diesem Denkmal hochladen | Villa | Hermann-Wünsche-Straße 2 (Karte)           | Um 1910                                                                                                 | Erbaut im Reformstil der Zeit um 1910, mit Turm und bossiertem Sockelgeschoss, baugeschichtlich von Bedeutung, Jugendstil-Treppenhausfenster, Mansarddach | 09226283 |
| Direkt Bild zu diesem Denkmal hochladen | Wohnhaus (Umgebinde) | Hermann-Wünsche-Straße 12 (Karte)          | Um 1900                                                                                                 | Eingeschossiges Doppelstubenhaus mit Drempel, mit Dacherker und Vorhäuschen, baugeschichtlich und sozialgeschichtlich von Bedeutung. Originale Fenster und Tür, Giebel verbrettert. | 09225635 |
| Direkt Bild zu diesem Denkmal hochladen | Wohnhaus (Umgebinde) | Hermann-Wünsche-Straße 14 (Karte)          | Um 1900                                                                                                 | Eingeschossiges Doppelstubenhaus mit Drempel und Dacherker, baugeschichtlich und sozialgeschichtlich von Bedeutung. Dacherker, zwei Dachhäuschen, Fachwerk mit rotem Ziegel ausgefacht, zwei Blitzableiter, Giebel verschiefert. | 09226285 |
| Direkt Bild zu diesem Denkmal hochladen | Wohnhaus (Umgebinde) | Hermann-Wünsche-Straße 17 (Karte)          | Um 1900                                                                                                 | Eingeschossiges Doppelstubenhaus mit Drempel und Dacherker, Beispiel der neueren Holzbauweise, baugeschichtlich von Bedeutung. Originale Blitzableiter, aufwendige Fensterdekorationen. | 09225639 |
| Direkt Bild zu diesem Denkmal hochladen | Wohnhaus | Hermann-Wünsche-Straße 21 (Karte)          | Um 1910                                                                                                 | Putzbau mit Reformstilelementen, baugeschichtlich von Bedeutung. Originale Fenster und Türen, Putzzier, Klinkerschmuck. | 09225650 |
| Direkt Bild zu diesem Denkmal hochladen | Wohnhaus | Hermann-Wünsche-Straße 22 (Karte)          | Um 1890                                                                                                 | Putzbau mit übergiebeltem Mittelrisalit und reicher Putzzier, baugeschichtlich von Bedeutung. Originale Fenster, zwei Dachhäuschen. | 09226068 |
| Direkt Bild zu diesem Denkmal hochladen | Wohnhaus (Umgebinde) | Hermann-Wünsche-Straße 23 (Karte)          | 1890er Jahre                                                                                            | Eingeschossiges Doppelstubenhaus mit Drempel, Beispiel der neueren Holzbauweise, baugeschichtlich von Bedeutung. Dachhäuschen, originale Biberschwanzdeckung, originale Tür, Giebel Fachwerk, zum Teil verbrettert. | 09225649 |
| Direkt Bild zu diesem Denkmal hochladen | Wohnhaus | Hermann-Wünsche-Straße 24 (Karte)          | Um 1900                                                                                                 | Putzbau mit Lisenen und Fenstergewänden mit Ziegelzier, angebautes Ladengeschäft, baugeschichtlich von Bedeutung. Originale Fenster, drei Dachhäuschen. | 09226069 |
| Direkt Bild zu diesem Denkmal hochladen | Wohnhaus in Ecklage | Hermann-Wünsche-Straße 25 (Karte)          | Um 1900/1910                                                                                            | Putzbau mit Zierfachwerk, Ziertürmchen und reicher Putzgliederung, baugeschichtlich von Bedeutung. Originale Fenster, Türen, originale Dachdeckung mit Biberschwanz. | 09225648 |
|                                         | Wohnhaus (Umgebinde) mit integriertem Wirtschaftsteil und Scheune | Hofeweg 7 (Karte)                          | 2. Hälfte 19. Jahrhundert                                                                               | Eingeschossig, baugeschichtlich und sozialgeschichtlich von Bedeutung. Wohnhaus mit drei Dachhäuschen, Dachdeckung originale Biberschwanzdeckung. | 09226325 |
|                                         | Wohnhaus (Umgebinde) | Hofeweg 18 (Karte)                         | Mitte 19. Jahrhundert                                                                                   | Eingeschossig, Giebel verbrettert, baugeschichtlich und sozialgeschichtlich von Bedeutung. Dachdeckung Schiefer, neue Straßenanlage stört den Eindruck erheblich. | 09226323 |
|                                         | Wohnhaus (Umgebinde) | Hofeweg 29 (Karte)                         | 1. Hälfte 19. Jahrhundert                                                                               | Eingeschossig, baugeschichtlich und sozialgeschichtlich von Bedeutung. Zweite Hausseite Fachwerk, verbrettert, original erhalten, gefährdet. | 09225804 |
|                                         | Wohnhaus (Umgebinde) | Hofeweg 59 (Karte)                         | Mitte 19. Jahrhundert                                                                                   | Doppelstubenhaus, Obergeschoss Fachwerk, baugeschichtlich von Bedeutung. Fachwerk verbrettert, Biberschwanzdeckung, zwei Dachhäuschen, Blitzableiter. | 09226406 |
|                                         | Wohnhaus (Umgebinde) | Hofeweg 66 (Karte)                         | Um 1900                                                                                                 | Eingeschossiges Doppelstubenhaus mit Drempel, Beispiel der neueren Holzbauweise, baugeschichtlich von Bedeutung. Drempel und Giebel Fachwerk, mit Ziegel ausgefacht. | 09226418 |
|                                         | Wohnhaus (Umgebinde) | Hofeweg 72 (Karte)                         | 4. Viertel 19. Jahrhundert                                                                              | Eingeschossiges Doppelstubenhaus mit Drempel, baugeschichtlich von Bedeutung. Dachdeckung Schiefer mit roter Kante, drei Dachhäuschen, Blitzableiter. | 09226419 |
| Direkt Bild zu diesem Denkmal hochladen | Ländliches Wohnhaus | Hohe Straße 2 (Karte)                      | 2. Hälfte 19. Jahrhundert                                                                               | Eingeschossig mit hohem Krüppelwalmdach, Dachhäuschen, baugeschichtlich und sozialgeschichtlich von Bedeutung. zum Teil originale Fenster, Biberschwanzdeckung, drei Dachhäuschen, zwei Blitzableiter. | 09225748 |
| Direkt Bild zu diesem Denkmal hochladen | Wohnhaus (Umgebinde) | Hohe Straße 6 (Karte)                      | Um 1850                                                                                                 | Obergeschoss Fachwerk, mit Vorlaube über Eingangsbereich, baugeschichtlich von Bedeutung, Biberschwanzdeckung | 09225747 |
| Direkt Bild zu diesem Denkmal hochladen | Wohnhaus (Umgebinde) | Hohe Straße 8 (Karte)                      | 2. Hälfte 19. Jahrhundert                                                                               | Eingeschossig, baugeschichtlich und sozialgeschichtlich von Bedeutung. Biberschwanzdeckung, drei Dachhäuschen mit originalen Fenstern und schönen Holzverzierungen (Gesichter, Dachgiebelchen), originale Tür. | 09225746 |
| Direkt Bild zu diesem Denkmal hochladen | Wohnhaus (Umgebinde) | Hohe Straße 12 (Karte)                     | Mitte 19. Jahrhundert                                                                                   | Eingeschossiges Doppelstubenhaus, baugeschichtlich und sozialgeschichtlich von Bedeutung. Originale Füllungstür, Türjoch verbrettert mit Fugenschnittimitation, Umgebindekonstruktion verbrettert. | 09225745 |
| Direkt Bild zu diesem Denkmal hochladen | Wohnhaus (Umgebinde) | Hohe Straße 14 (Karte)                     | Mitte 19. Jahrhundert                                                                                   | Eingeschossiges Doppelstubenhaus, baugeschichtlich und sozialgeschichtlich von Bedeutung | 09225744 |
| Direkt Bild zu diesem Denkmal hochladen | Wohnhaus | Königswalder Straße 5 (Karte)              | Um 1910                                                                                                 | Putzbau mit Reformstilelementen der Zeit um 1910, Eingangsbereich mit Klinkern verblendet, baugeschichtlich von Bedeutung, originale Tür und Fenster, Mansarddach | 09225740 |
| Direkt Bild zu diesem Denkmal hochladen | Mehrfamilienhaus | Königswalder Straße 18 (Karte)             | 1930er Jahre                                                                                            | Putzbau mit Eckrisaliten, baugeschichtlich von Bedeutung. Parkähnliche Gartengestaltung, Pflasterwege. | 09225877 |
| Direkt Bild zu diesem Denkmal hochladen | Wohnhaus in Ecklage | Körnerplatz 1 (Karte)                      | Um 1905                                                                                                 | Putzbau mit hölzernem Verandaanbau und Zierfachwerk im Drempelgeschoss, baugeschichtlich von Bedeutung. Originale Fenster, zum Teil Zierputz, Biberschwanzdeckung, überhöhter, übergiebelter, verschieferter Risalit, stand bis 2010 irrtümlich unter Frühlingsstraße 1 in der Denkmalliste. | 09226310 |
| Direkt Bild zu diesem Denkmal hochladen | Wohnhaus (Umgebinde) | Lange Straße 15 (Karte)                    | Um 1910                                                                                                 | Eingeschossig mit Mansardgiebeldach, Giebel verschiefert, Beispiel der neueren Holzbauweise, baugeschichtlich von Bedeutung, Mansarddach mit Biberschwanzdeckung | 09226353 |
| Direkt Bild zu diesem Denkmal hochladen | Villa | Lange Straße 17 (Karte)                    | 1920er Jahre                                                                                            | Putzbau mit turmartigem Dacherker, baugeschichtlich von Bedeutung. Originale Fenster, Dach mit Biberschwanzdeckung. | 09226352 |
| Direkt Bild zu diesem Denkmal hochladen | Wohnhaus (Umgebinde) | Lange Straße 19 (Karte)                    | Mitte 19. Jahrhundert, verändert                                                                        | Eingeschossiges Doppelstubenhaus, baugeschichtlich und sozialgeschichtlich von Bedeutung, originale Fenster | 09226351 |
| Direkt Bild zu diesem Denkmal hochladen | Hölzerner Vorbau und Haustür eines Wohnhauses | Lessingstraße 2 (Karte)                    | Um 1900                                                                                                 | Handwerklich-künstlerisch von Bedeutung | 09225638 |
| Direkt Bild zu diesem Denkmal hochladen | Wohnhaus | Lessingstraße 4 (Karte)                    | Um 1900                                                                                                 | Eingeschossiger Putzbau mit überhöhtem und übergiebeltem Mittelrisalit, baugeschichtlich von Bedeutung. Originaler Blitzableiter, Ziergiebel, Schieferdeckung mit roter Kante, originale Fenster und Tür. | 09225637 |
| Direkt Bild zu diesem Denkmal hochladen | Wohnhaus (Umgebinde) in Ecklage und Nebengebäude | Lessingstraße 5 (Karte)                    | Mitte 19. Jahrhundert                                                                                   | Wohnhaus mit Ladeneinbau, Obergeschoss Fachwerk, verbrettert, mit Pilastergliederung, baugeschichtlich und straßenbildprägend von Bedeutung. Originale Tür, Nordseite verschiefert, Ostgiebel Fachwerk, sehr gefährdet, Dachhäuschen. | 09225636 |
| Direkt Bild zu diesem Denkmal hochladen | Wohnhaus | Lessingstraße 13 (Karte)                   | Um 1880                                                                                                 | Ein Haus mit Lutherstraße 23, Klinkerbau mit farbigen Zierklinkern und Terrakottafries, baugeschichtlich von Bedeutung | 09306073 |
| Direkt Bild zu diesem Denkmal hochladen | Wohnhaus in Art eines Umgebindehauses | Lessingstraße 20 (Karte)                   | 1929 | Baugeschichtlich von Bedeutung, siehe Nummer 22 | 09226295 |
| Direkt Bild zu diesem Denkmal hochladen | Wohnhaus in Art eines Umgebindehauses | Lessingstraße 22 (Karte)                   | Laut Auskunft 1929                                                                                      | Baugeschichtlich von Bedeutung. Wahrscheinlich als Typenhaus propagiert, originale Fenster und Tür, Biberschwanzdeckung, Schleppgaube. | 09226294 |
| Direkt Bild zu diesem Denkmal hochladen | Wohnhaus | Lessingstraße 24 (Karte)                   | 1920er Jahre                                                                                            | Putzbau mit Mansarddach mit übergiebeltem Dachausbau, baugeschichtlich von Bedeutung, originale Fenster | 09226293 |
| Direkt Bild zu diesem Denkmal hochladen | Wohnhaus | Lessingstraße 26 (Karte)                   | 1920er Jahre                                                                                            | Im Heimatstil errichtet, mit hölzernem Eingangsanbau, baugeschichtlich von Bedeutung. Krüppelwalmdach, originale Fenster mit Fensterläden, originale Zauneinfassung. | 09226292 |
| Direkt Bild zu diesem Denkmal hochladen | Wohnhaus | Lessingstraße 38 (Karte)                   | Um 1910                                                                                                 | Putzbau mit Reformstilelementen der Zeit um 1910, mit Altan und Mansardwalmdach, baugeschichtlich von Bedeutung, originale Fenster | 09226290 |
| Direkt Bild zu diesem Denkmal hochladen | Wohnhaus (Umgebinde) | Lindenstraße 3 (Karte)                     | 2. Hälfte 19. Jahrhundert, verändert                                                                    | Eingeschossiges Doppelstubenhaus, baugeschichtlich und sozialgeschichtlich von Bedeutung. Giebel Fachwerk, verkleidet. | 09225851 |
| Direkt Bild zu diesem Denkmal hochladen | Wohnhaus (Umgebinde) | Lindenstraße 5 (Karte)                     | Bezeichnet mit 1827 (Türsturz)                                                                          | Doppelstubenhaus, Obergeschoss Fachwerk, verkleidet, baugeschichtlich von Bedeutung, zwei vergitterte Fenster | 09225850 |
| Direkt Bild zu diesem Denkmal hochladen | Wohnhaus (Umgebinde) | Lindenstraße 7 (Karte)                     | Mitte 19. Jahrhundert, verändert                                                                        | Eingeschossiges Doppelstubenhaus, baugeschichtlich und sozialgeschichtlich von Bedeutung. Ein Dachhäuschen, Giebel verschiefert. | 09225849 |
|                                         | Wohnhaus (Umgebinde) | Lindenstraße 11 (Karte)                    | Mitte 19. Jahrhundert                                                                                   | Eingeschossiges Doppelstubenhaus, baugeschichtlich und sozialgeschichtlich von Bedeutung. Drei Dachhäuschen, Giebel verschiefert. | 09225848 |
|                                         | Wohnhaus (Umgebinde) | Lindenstraße 15 (Karte)                    | Ende 19. Jahrhundert                                                                                    | Eingeschossiges Doppelstubenhaus mit Drempel, baugeschichtlich und sozialgeschichtlich von Bedeutung. Originale Fenster, drei Dachhäuschen, Giebel verschiefert. | 09225847 |
|                                         | Wohnhaus (Umgebinde) | Lindenstraße 17 (Karte)                    | Um 1850                                                                                                 | Eingeschossiges Doppelstubenhaus, baugeschichtlich und sozialgeschichtlich von Bedeutung. Zwei Dachhäuschen, Giebel verschiefert. | 09225846 |
|                                         | Wohnhaus (Umgebinde), mit Anbau | Lindenstraße 19 (Karte)                    | Mitte 19. Jahrhundert                                                                                   | Eingeschossiges Doppelstubenhaus, baugeschichtlich und sozialgeschichtlich von Bedeutung. Schieferdeckung, Giebel verschiefert. | 09226426 |
|                                         | Wohnhaus (Umgebinde) | Lindenstraße 21 (Karte)                    | Um 1820                                                                                                 | Obergeschoss Fachwerk, verschiefert, baugeschichtlich von Bedeutung. Biberschwanzdeckung, profilierte Säulen, Giebelseite Erdgeschoss verbrettert. | 09226427 |
|                                         | Bogenbrücke über die Oberspree | Löbauer Straße (Karte)                     | Bezeichnet mit 1829                                                                                     | Granitsteinmauerwerk, baugeschichtlich von Bedeutung | 09226035 |
| Weitere Bilder                          | Gasthof Goldener Löwe | Löbauer Straße 2 (Karte)                   | Bezeichnet mit 1830 (Korbbogenportal)                                                                   | Putzbau mit Korbbogenportal, baugeschichtlich und ortsgeschichtlich von Bedeutung | 09225678 |
| Direkt Bild zu diesem Denkmal hochladen | Wohnhaus | Löbauer Wiese 2 (Karte)                    | Um 1800                                                                                                 | Obergeschoss Fachwerk, baugeschichtlich und hausgeschichtlich von Bedeutung, Verschieferung mit blau-weißem Punktmusterung | 09225674 |
| Direkt Bild zu diesem Denkmal hochladen | Wohnhaus (Umgebinde) | Löbauer Wiese 8 (Karte)                    | Bezeichnet mit 1849 (Türsturz)                                                                          | Eingeschossig, mit zweigeschossigem Anbau, Giebel verschiefert, baugeschichtlich und sozialgeschichtlich von Bedeutung. Blockstube verbrettert, teilweise originale Fenster, drei Dachhäuschen, zwei Blitzableiter, zweigeschossiger Anbau nach hinten. | 09225673 |
|                                         | Jahn-Schule; Schulgebäude (Nr. 1) und Turnhalle (Nr. 3) | Ludwig-Jahn-Straße 1, 3 (Karte)            | Bezeichnet mit 1883–1884 (Hauptportal)                                                                  | Schule mit aufwendig gegliederter Fassade, Turnhalle mit großen Rundbogenfenstern, baugeschichtlich und ortsgeschichtlich von Bedeutung. Originale Tür, zwei Medaillons (Melanchthon und Luther). | 09225719 |
| Weitere Bilder                          | Spritzenhaus | Ludwig-Jahn-Straße 2 (Karte)               | 3. Viertel 19. Jahrhundert                                                                              | Dreigeschossiges ziegelverblendetes Gebäude, ortsgeschichtlich von Bedeutung | 09225720 |
| Direkt Bild zu diesem Denkmal hochladen | Wohnhaus in Holzbauweise | Ludwig-Jahn-Straße 8 (Karte)               | Laut Auskunft 1927                                                                                      | Holzhaus, in Fertigteilbauweise, eingeschossig mit Umgebindeimitation, Drempel und Giebel verschiefert, baugeschichtlich von Bedeutung | 09225857 |
| Direkt Bild zu diesem Denkmal hochladen | Wohnhaus in Holzbauweise | Ludwig-Jahn-Straße 13 (Karte)              | Laut Auskunft 1927                                                                                      | Holzhaus in Fertigteilbauweise, eingeschossig mit Umgebindeimitation, Drempel und Giebel verschiefert, mit hölzernem Windfang, baugeschichtlich von Bedeutung | 09225858 |
| Direkt Bild zu diesem Denkmal hochladen | Wohnhaus in Holzbauweise | Ludwig-Jahn-Straße 18 (Karte)              | Laut Auskunft 1927                                                                                      | Holzhaus in Fertigteilbauweise, eingeschossig, Giebel und Drempel verbrettert, baugeschichtlich von Bedeutung | 09225856 |
| Direkt Bild zu diesem Denkmal hochladen | Wohnhaus in offener Bebauung | Lutherstraße 14 (Karte)                    | Um 1900                                                                                                 | Putzbau mit Putzgliederung, hölzernem Vorhäuschen und Zierfachwerk im Gibel, baugeschichtlich von Bedeutung. Originale Fenster, originale Tür mit Holzvorbau. | 09226288 |
| Direkt Bild zu diesem Denkmal hochladen | Wohnhaus in offener Bebauung | Lutherstraße 23 (Karte)                    | Um 1880                                                                                                 | Ein Haus mit Lessingstraße 13, Klinkerbau mit farbigen Zierklinkern und Terrakottafries, baugeschichtlich von Bedeutung, originale Fenster und Tür | 09226287 |
| Direkt Bild zu diesem Denkmal hochladen | Wohnhaus in offener Bebauung | Lutherstraße 28 (Karte)                    | Um 1910                                                                                                 | Putzbau mit Zierfachwerk, baugeschichtlich von Bedeutung. Zum Teil Zierfachwerk, Zierelemente in den Sandsteinfenstereinfassungen, Biberschwanzdeckung. | 09226062 |
| Direkt Bild zu diesem Denkmal hochladen | Wohnhaus in Holzbauweise | Lutherstraße 29 (Karte)                    | 1. Viertel 20. Jahrhundert                                                                              | Mit Verandaanbau, baugeschichtlich von Bedeutung. Vermutlich Holzbau, Biberschwanzdeckung, zum Teil originale Fenster. | 09226064 |

## Tabellenlegende
- Bild: Bild des Kulturdenkmals, ggf. zusätzlich mit einem Link zu weiteren Fotos des Kulturdenkmals im Medienarchiv Wikimedia Commons. Wenn man auf das Kamerasymbol klickt, können Fotos zu Kulturdenkmalen aus dieser Liste hochgeladen werden:
- Bezeichnung: Denkmalgeschützte Objekte und ggf. Bauwerksname des Kulturdenkmals
- Lage: Straßenname und Hausnummer oder Flurstücknummer des Kulturdenkmals. Die Grundsortierung der Liste erfolgt nach dieser Adresse. Der Link (Karte) führt zu verschiedenen Kartendiensten mit der Position des Kulturdenkmals. Fehlt dieser Link, wurden die Koordinaten noch nicht eingetragen. Sind diese bekannt, können sie über ein Tool mit einer Kartenansicht einfach nachgetragen werden. In dieser Kartenansicht sind Kulturdenkmale ohne Koordinaten mit einem roten bzw. orangen Marker dargestellt und können durch Verschieben auf die richtige Position in der Karte mit Koordinaten versehen werden. Kulturdenkmale ohne Bild sind an einem blauen bzw. roten Marker erkennbar.
- Datierung: Baubeginn, Fertigstellung, Datum der Erstnennung oder grobe zeitliche Einordnung entsprechend des Eintrags in der sächsischen Denkmaldatenbank
- Beschreibung: Kurzcharakteristik des Kulturdenkmals entsprechend des Eintrags in der sächsischen Denkmaldatenbank, ggf. ergänzt durch die dort nur selten veröffentlichten Erfassungstexte oder zusätzliche Informationen
- ID: Vom Landesamt für Denkmalpflege Sachsen vergebene, das Kulturdenkmal eindeutig identifizierende Objekt-Nummer. Der Link führt zum PDF-Denkmaldokument des Landesamtes für Denkmalpflege Sachsen. Bei ehemaligen Kulturdenkmalen können die Objektnummern unbekannt sein und deshalb fehlen bzw. die Links von aus der Datenbank entfernten Objektnummern ins Leere führen. Ein ggf. vorhandenes Icon  führt zu den Angaben des Kulturdenkmals bei Wikidata.